# Tôlerie des forges d'Abainville
Tôlerie des forges d’Abainville est une huile sur toile de grandes dimensions (53 cm de hauteur et 156 cm de largeur), réalisée en 1837 par le peintre et lithographe français Ignace-François Bonhommé. Commandité par le propriétaire des forges d’Abainville, Edouard Muel-Doublat, le tableau présente une vue panoramique de l’intérieur d’une halle dans laquelle les ouvriers sont en train de travailler. Souhaitant se rapprocher le plus possible de la réalité et se documenter, l’artiste s’est rendu sur place et a réalisé de nombreux croquis sur le vif. Ce tableau s’inscrit au sein du courant réaliste des années 1831-1848 car Bonhommé s’attache à représenter le peuple dans son quotidien et restitue avec une grande précision les modes de production. Avec cette toile, le peintre célèbre donc l’industrie et la modernité des machines mais il montre également la rudesse des conditions de travail des ouvriers, qu’il surnomme les « soldats de l’industrie ». La toile est exposée au salon de 1838 et lors de l’Exposition universelle de 1855.
En 1839, Bonhommé peint une seconde version qui est présentée au salon de 1840. Cette dernière est ensuite restée au sein d’une famille de descendants de maîtres de forge jusqu'à sa mise en vente sur le marché de l’art en 2016. Elle est aujourd’hui conservée en collection particulière.

## Description de l'oeuvre
Véritable "chantre de la modernité", Ignace-François Bonhommé réalise ici un tableau panoramique à 270° représentant l'intérieur d'une halle qui sert de tôlerie au sein des forges d'Abainville, une forge à l'anglaise située sur l'Ornain, dans la Meuse.
La composition de sa toile est "didactique", écrit Jacques Félix Schnerb dans son article de 1913, car le peintre est en effet très attentif aux détails des instruments qu'il représente. De plus, le format horizontal de 156 cm de long sur 53 cm de haut permet à Bonhommé de dérouler une scène tout en suivant le processus de tôlerie, depuis le réchauffement du fer, pour le rendre malléable, jusqu'à son laminage pour le transformer en tôle. La profusion de personnages, ajoutée à l'impressionnant effet de clair-obscur en fait un témoignage poignant mais instructif de cette industrie.
La scène se déroule dans un bâtiment à la charpente de bois, ouvert pour la ventilation. Sont suggérées à la fois l'entrée de la halle sur la cour, à gauche, et un escalier menant à la passerelle qui traverse l'un des étangs de la forge, sur la droite. Au fond, un bâtiment est mis en valeur par la lumière naturelle, contrepoint des fourneaux et du métal en fusion qui illuminent cette scène d'intérieur. Ce bâtiment abrite la machine à vapeur de cent chevaux d'Eugène Flachat. De gauche à droite, le spectateur peut observer un four à gros fers et à toiles, une roue hydraulique, et au centre de la composition, un banc de petit cylindres et un banc de cylindres à tôle qui constituent le laminoir à tôle. La composition, dans son déroulé, met en valeur les installations techniques et en particulier la machine à vapeur, installée à Abainville l'année précédente.

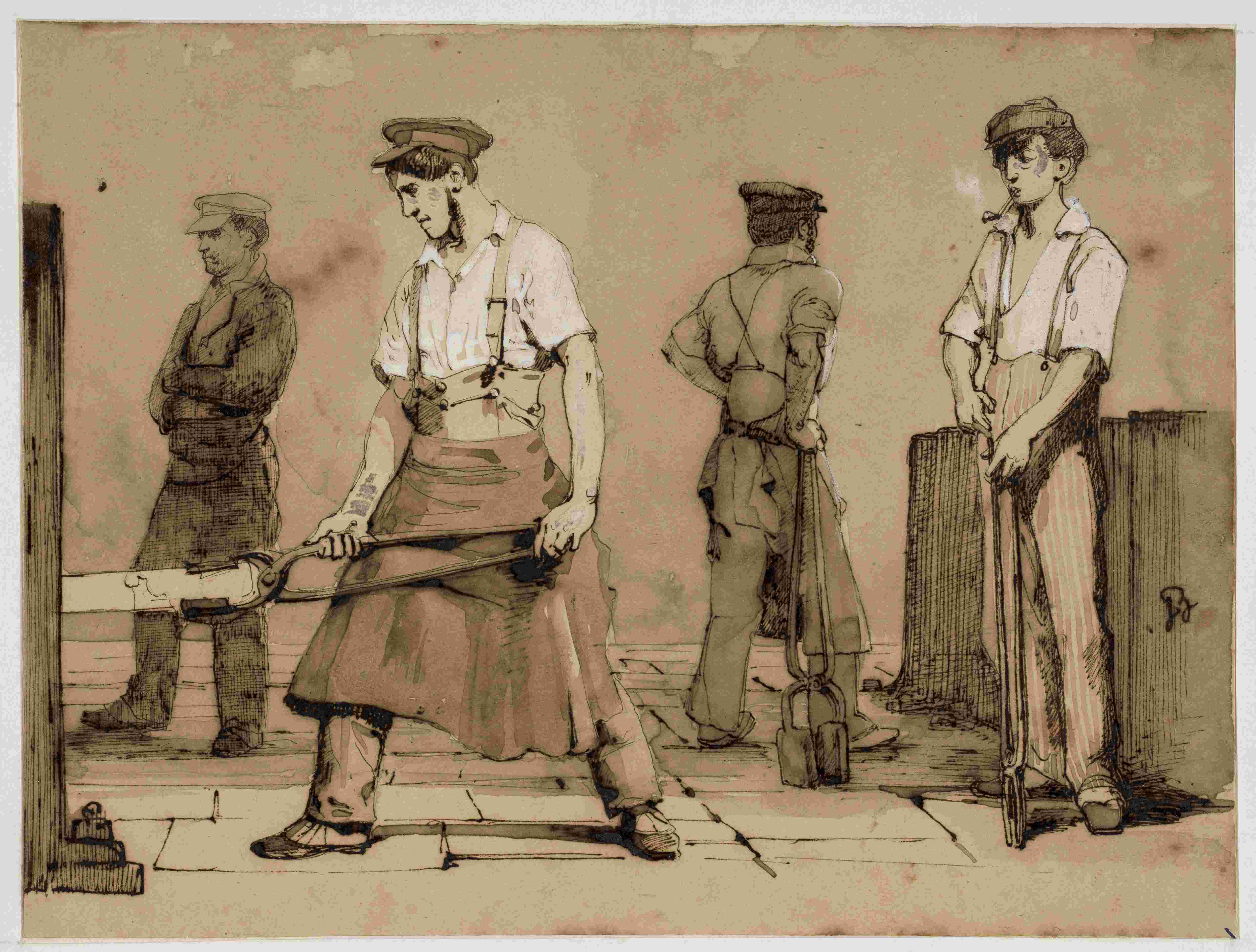
Croquis de lamineurs à Abainville, par Ignace-François Bonhommé. Travail préparatoire au tableau de la Tôlerie des forges d'Abainville.

En plus des outils et des machines, Ignace-François Bonhommé s'applique à représenter les activités humaines dans toute leur effervescence, ce qui donne véritablement à son travail une valeur documentaire, notamment par l'attention qu'il porte aux "soldats de l'industrie", les ouvriers. On distingue plusieurs métiers représentés, comme le lamineur-rattrapeur avec un tablier de cuir et un longue pince sur la gauche au premier plan, qui donne l'impression de manipuler le métal encore chaud de tout son corps, mais aussi toutes les autres tâches nécessaires au fonctionnement des fours et du laminoir, comme l'homme qui transporte le charbon dans une brouette à gauche, les ouvriers du four à réchauffer à la droite de ce dernier, ceux ayant la charge de l'entretien et du nettoyage des fours, les goujards, les femmes chargées du ravitaillement, les ingénieurs et élèves de l'École des Mines au centre. De plus, Bonhommé représente aussi l'articulation de ces activités dans le temps : le spectateur peut voir certains ouvriers se reposer, comme l'homme s'épongeant le front à droite, tandis que d'autres sont encore à la tâche. Cette galerie de portraits donne au tableau une valeur sociale en plus d'être documentaire.

## Histoire de la commande
Bonhommé réalise en 1836 une aquarelle, titrée : Vieille forge belge, marteau frontale à drome, ancien procédé du fer affiné au charbon de bois. C'est cette oeuvre qui frappe Edouard Muel-Doublat, propriétaire depuis 1819 des forges d'Abainville, dans la Meuse. Ce dernier achète l'aquarelle et, en 1837, invite l'artiste à visiter et représenter son établissement.
Bonhommé réalise ainsi un véritable reportage sur ces forges, ne se contentant pas de représenter une scène unique, mais multipliant les points de vue, les esquisses, s'intéressant tout autant aux bâtiments, qu'à la préparation et au transport des matières premières approvisionnant l'usine.
L'année 1837 n'est pas sans importance pour les forges d'Abainville, puisque c'est durant cette année que le cabinet d'ingénierie d'Eugène Flachat y fabrique et installe une machine à vapeur particulièrement efficace. C'est l'occasion parfaite pour qu'un artiste documente la transformation et la modernisation de l'usine.

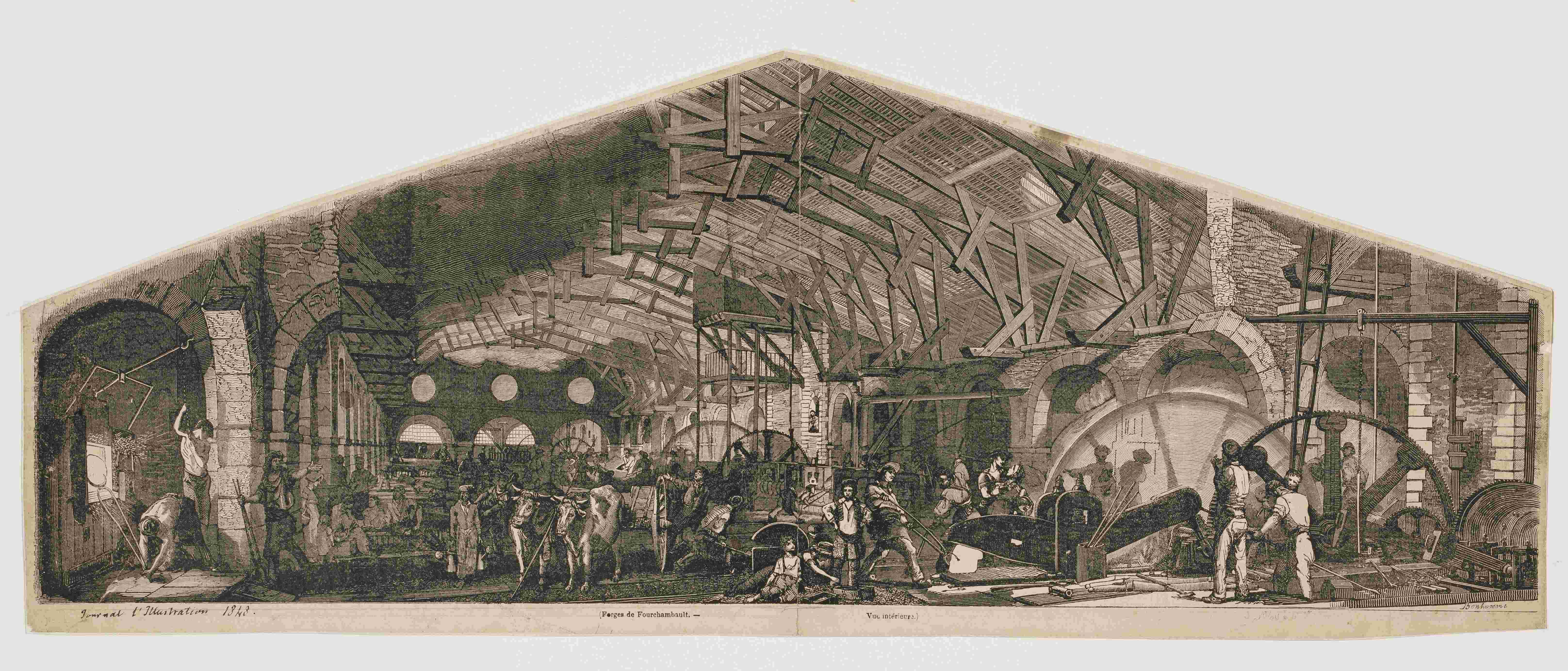
Forges de Fourchambault. Vue Intérieure, gravue sur bois, Ignace-François Bonhommé, 1845

Le tableau est ainsi commandité dans un premier temps par le propriétaire des forges d'Abainville, Edouard Muel-Doublat. Cette commande marque le début, pour Bonhommé, dans les années 1840, d'une série de représentations d'établissements industriels français, à la demande de propriétaires souhaitant mettre en avant la modernité de leurs usines, notamment à Fourchambault.
Le peintre se voit alors obligé de répondre aux exigences et volontés de ses commanditaires. Ces derniers ont un impact sur la composition et l'organisation choisies, ainsi que sur les personnages représentés, favorisant souvent les maîtres de forge et les propriétaires. Dans le cas des forges d'Abainville néanmoins, Bonhommé a pu inclure dans ses représentations le mouvement et l'activité des ouvriers et des apprentis. Le peintre a en effet toujours souhaité rendre hommage au travail de ces "soldats de l'industrie", confirmant son adhésion aux principes saint-simoniens d'un art utile à la société, par sa qualité pédagogique, d'éducation, mais également par sa capacité de diffusion importante.

Malgré les contraintes parfois imposées par ses commanditaires, Bonhommé ne renonce pas à ses idéaux, ou à ses engagements. Le peintre évoque même une :
"[...] guerre du Progrès, la lutte de l'homme contre la matière. Mes peintures depuis 1837 ne montrent pas autre chose et je voudrais représenter tous les hauts faits de ce genre, tous les combats et les batailles livrés à la matière inerte, révoltée et soumise".
C'est finalement un éminent saint-simonien, et l'ingénieur à l'origine de la modernisation des forges d'Abainville, Eugène Flachat, qui acquiert le tableau, à l'occasion de l'Exposition Universelle de 1855.

## Dessins préparatoires
Comme tout travail qui précède la composition d’une toile académique de grande dimension, Ignace-François Bonhommé a eu recours à des études dessinées. C’est un artiste investi, désireux de représenter la réalité industrielle dans ses moindres détails, c'est pour cela qu'il s'y confronte directement. Ainsi, pour la préparation de la toile Tôlerie des forges d’Abainville, il se rend à plusieurs reprises sur site dans la Meuse, pour croquer le réel. Ce ne sont pas moins de soixante-seize dessins qui ont été retrouvés et acquis par le Féru des Sciences en 1996,. Il s’agit à ce jour du plus grand nombre de dessins retrouvés et rassemblés autour d’un même site, formant ainsi selon plusieurs auteurs un « reportage » complet de l’industrie métallurgique.

Une classification sommaire de ces dessins préparatoires, comme en établit Marie-Laure Griffaton, permet de cerner l’exhaustivité de ce travail préliminaire. Tout d’abord, le peintre réalise des vues générales du site, complexe mélange entre lieu du travail industriel et lieu de vie pour les communautés ouvrières rattachées à la forge. Il dédie aussi bien des croquis à la cour intérieur de l’usine, à des détails des bâtiments de la forge qu’à l’école d’Abainville. Les vues extérieures de la forge servent ainsi de contrepoint à l’intérieur bouillonnant d’activité représenté dans le tableau.

Vues extérieures du site de la forge d'Abainville
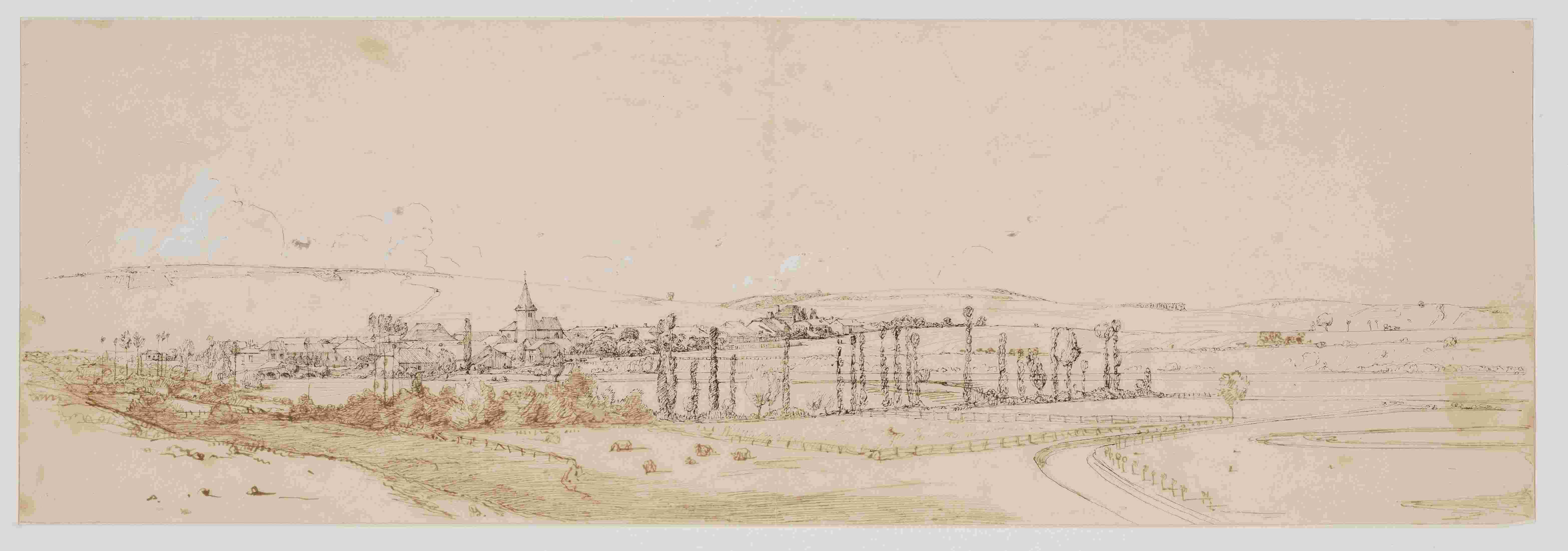
François Bonhommé, Abainville - Vue générale du village, depuis l'ouest, Féru des Sciences.
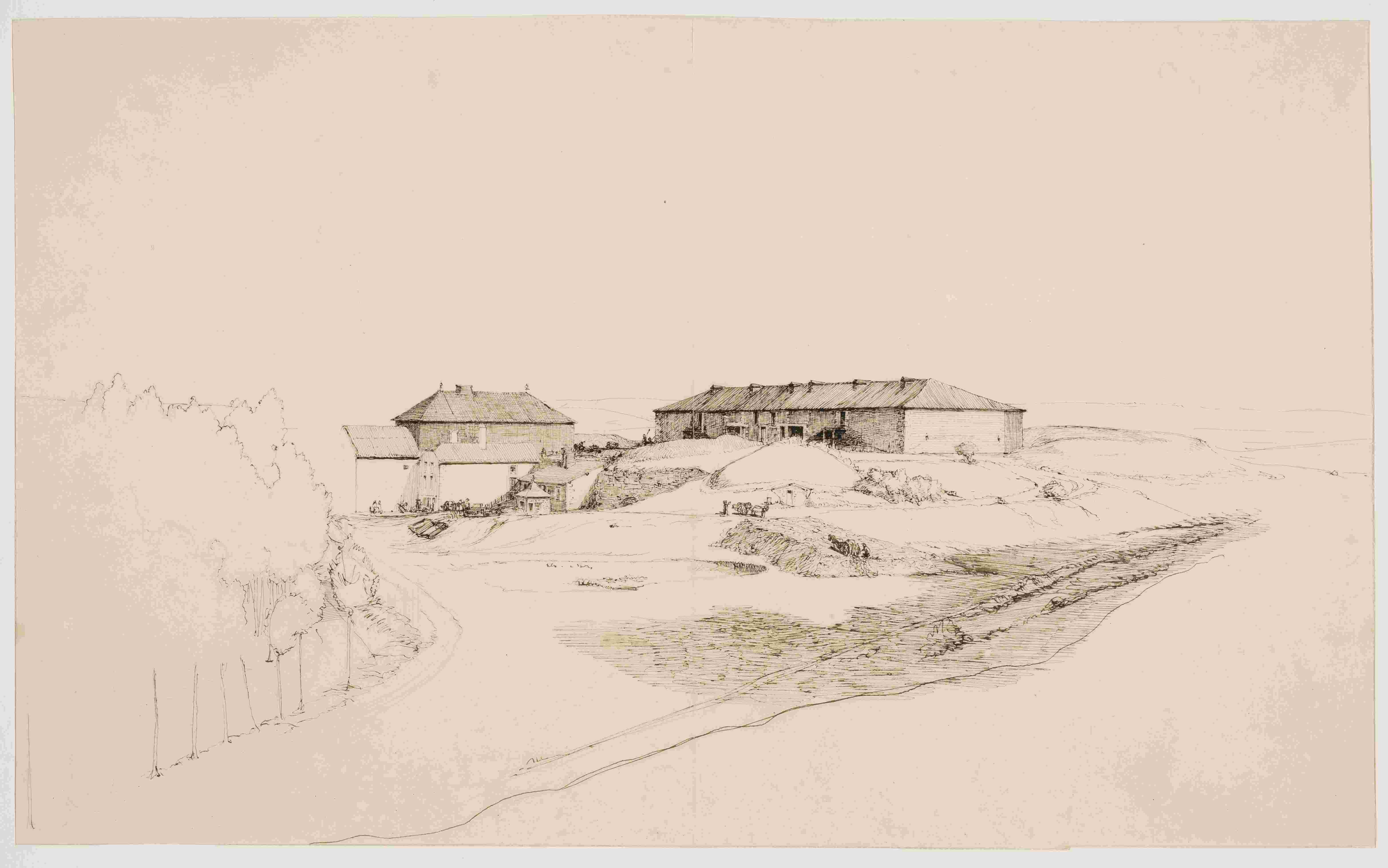
François Bonhommé, Abainville- Le haut-fourneau de la Poudrerie, Féru des Sciences.
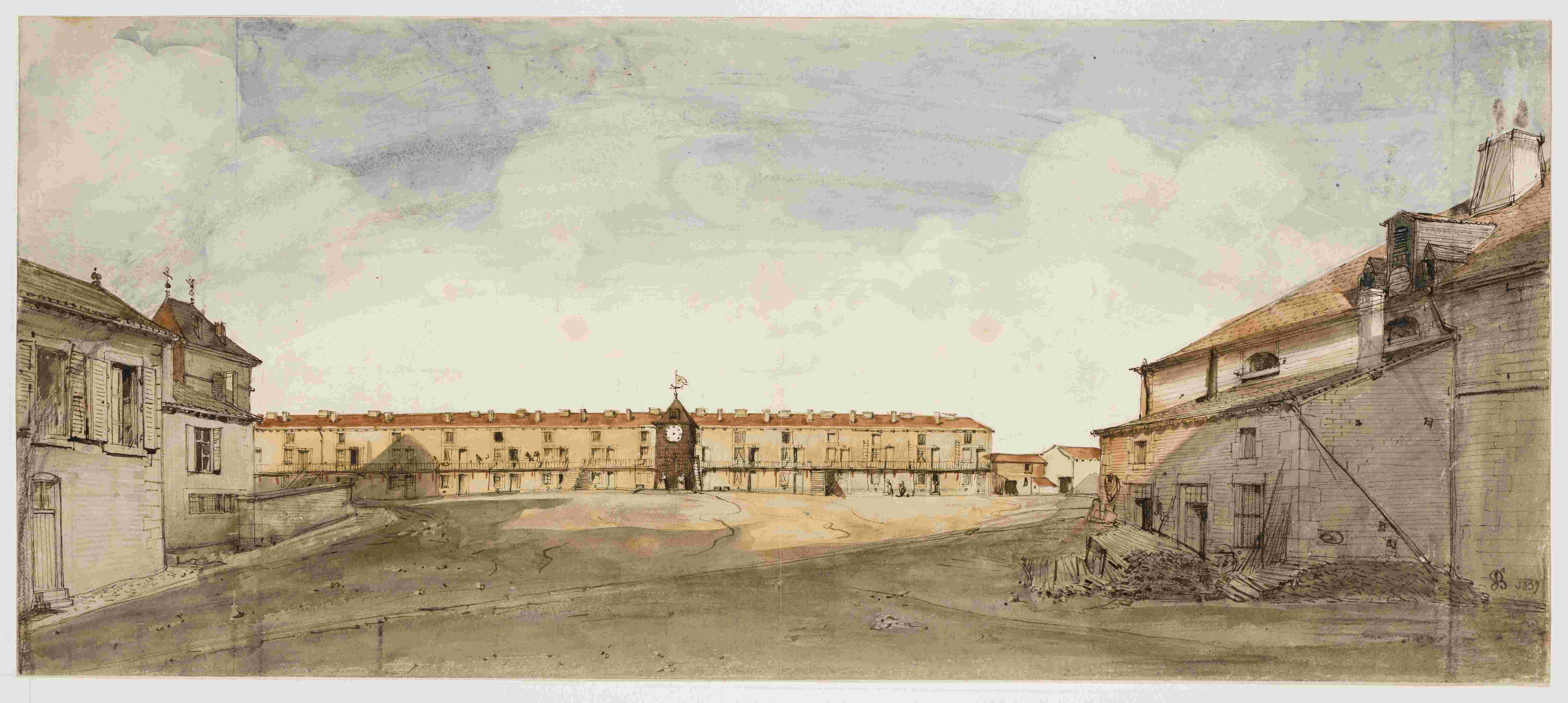
François Bonhommé, Abainville - Cour de l'usine, Féru des Sciences.
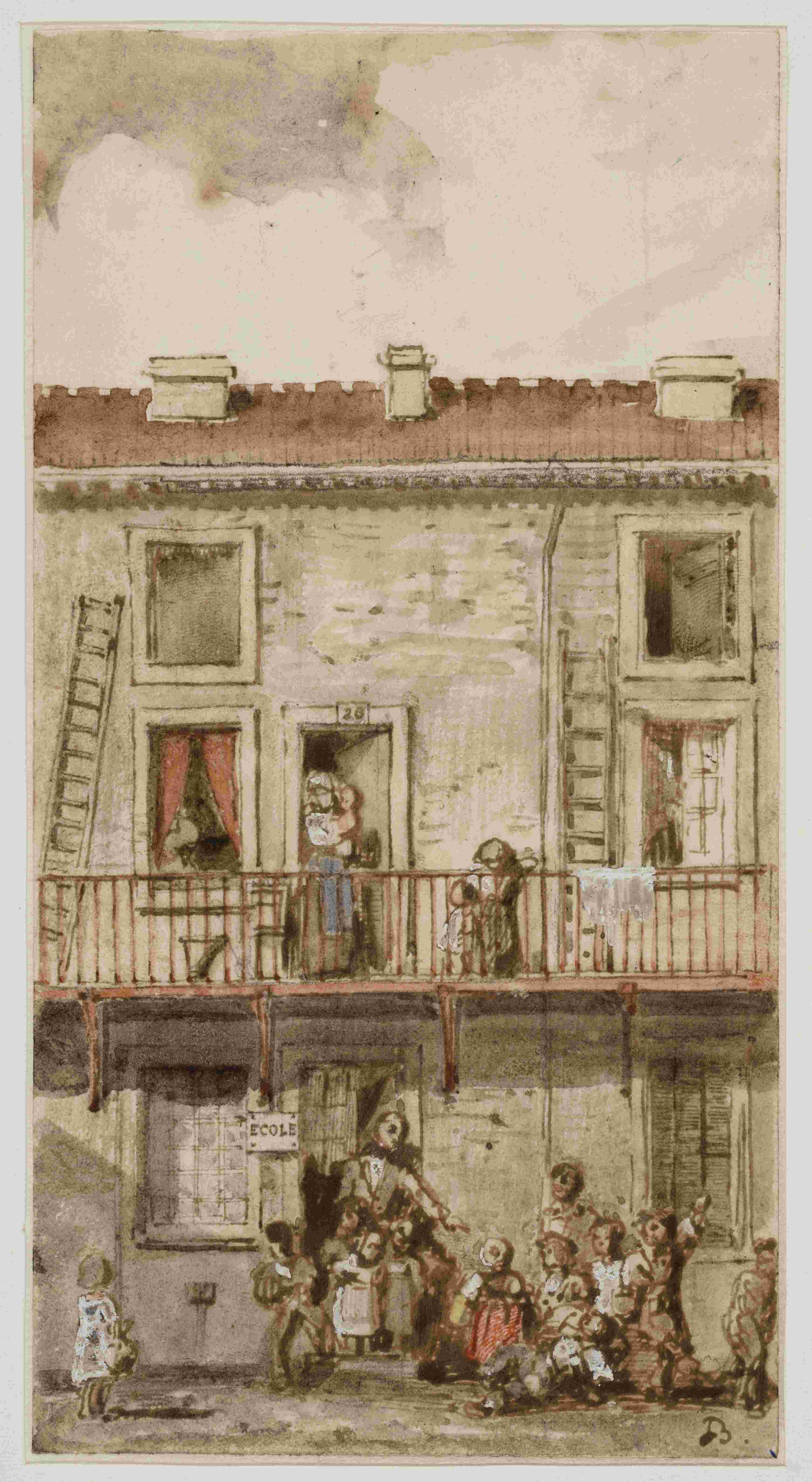
François Bonhommé, Abainville - L'école, Féru des Sciences.
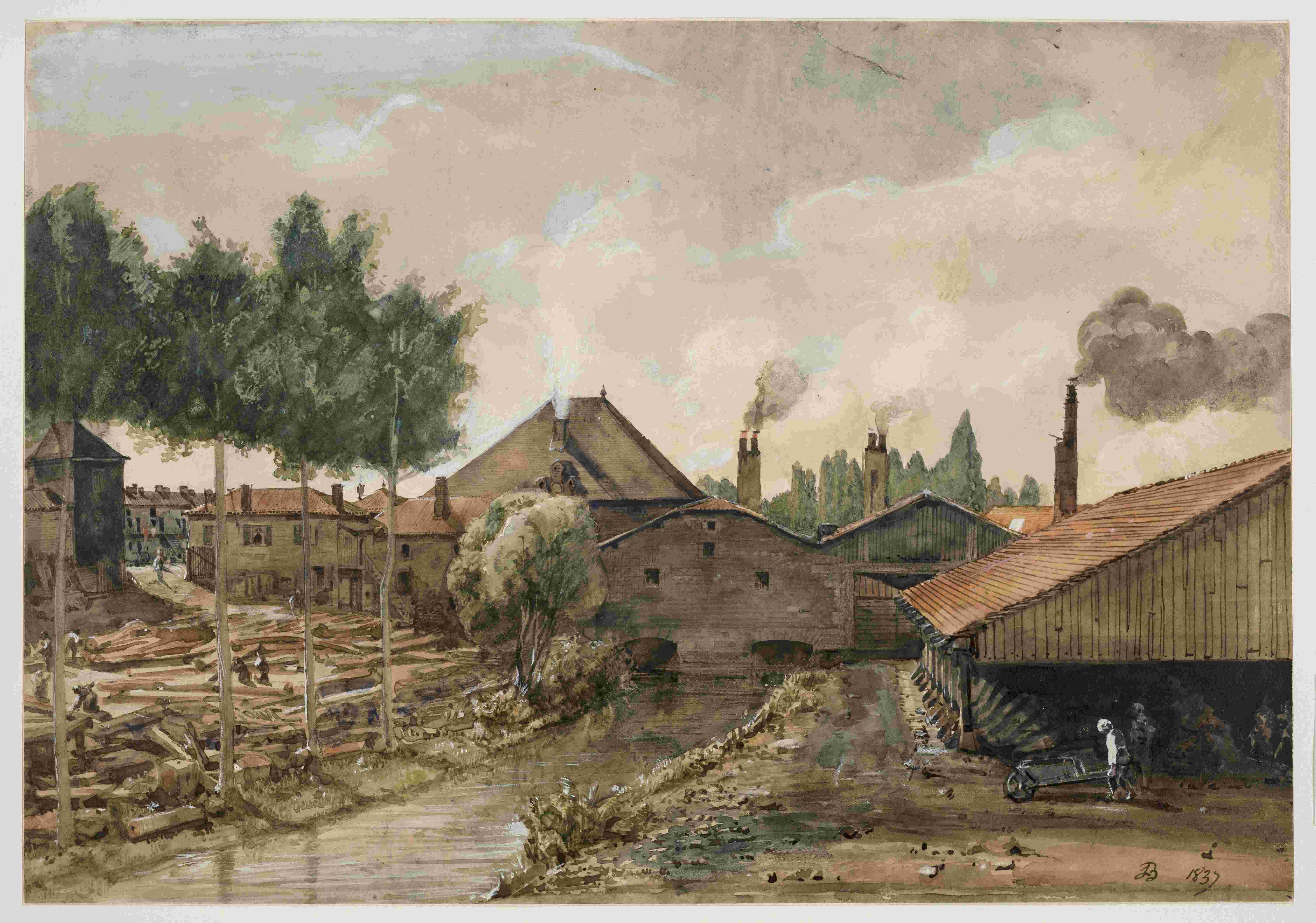
François Bonhommé, Abainville - Vue extérieure des bâtiments de la forge, Féru des Sciences.

Ainsi, tous les croquis réalisés aux environs de la forge ne serviront pas à la réalisation de Tôlerie des forges d’Abainville. En revanche, ils servent à remettre la toile en contexte et renseignent sur le travail de terrain minutieux mené par Bonhommé. En parallèle de ce travail de description et de représentation de l'environnement, dans ses dessins préparatoires, l'artiste figure la réalité du travail métallurgique selon deux axes complémentaires, car s'il est le "peintre de la machine, Bonhommé est aussi celui de l'ouvrier". Il dessine ainsi avec précision et fidélité chaque rouage des multiples machines impliquées dans la fabrication du fer ; avec la même exactitude, il donne à voir les ouvriers impliqués dans ce labeur, dans toute la singularité de leur poste et de leur identité. Dans un idéal saint-simonien, il représente l'ensemble de la chaîne du travail humain : du propriétaire de la forge et sa famille, en passant par l'ingénieur et les contremaîtres, les maçons et autres commis au bois, jusqu'aux ouvriers spécialisés du travail du fer (lamineurs, forgerons, rattrapeurs, puddleur, décrasseurs, ajusteurs). Il ne manque donc pas de figurer les étapes ayant davantage trait à la commercialisation et aux transports des marchandises ou encore à l'entretien de l'établissement. Pour mieux identifier spécifiquement ces ouvriers, il les représente certes en activité mais s'attarde surtout sur leur "accoutrement professionnel [...] que nul peintre n'a mieux caractérisé"car selon Bonhommé, "le vêtement suffit à révéler le travail et la manche d'un lamineur n'est pas celle d'un forgeron".
Le peintre accorde une égale attention et choisit les mêmes techniques pour représenter ouvriers et personnels d'encadrement : principalement à la plume et encre (de Chine ou brune) ou mine de plomb sur papier, avec parfois de l'aquarelle et des rehauts de gouache.

Panorama de la variété des figures représentées par Bonhommé sur le site d'Abainville
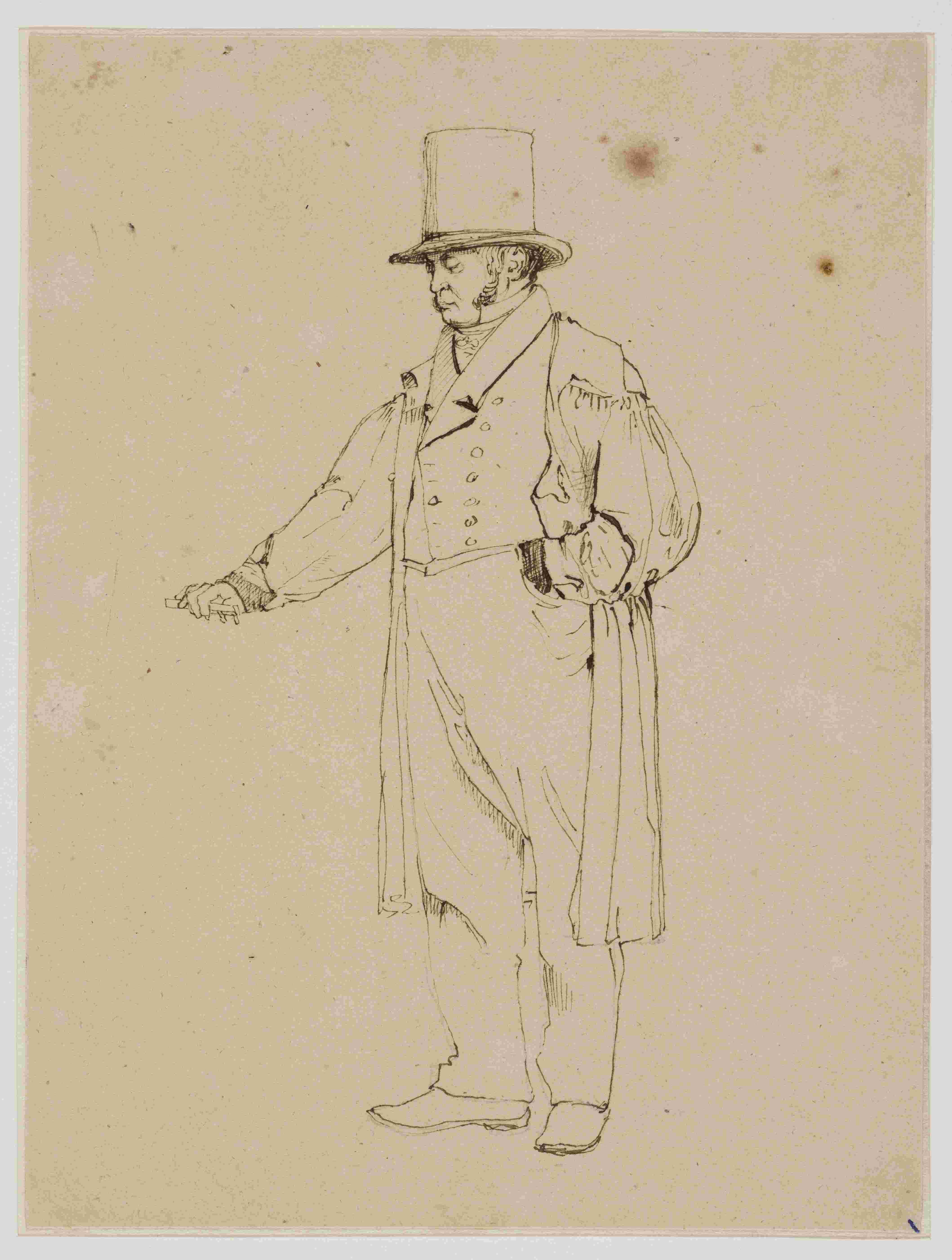
Bonhommé, Abainville - Portrait de Monsieur Muel-Doublat, maître de forge, 1837.
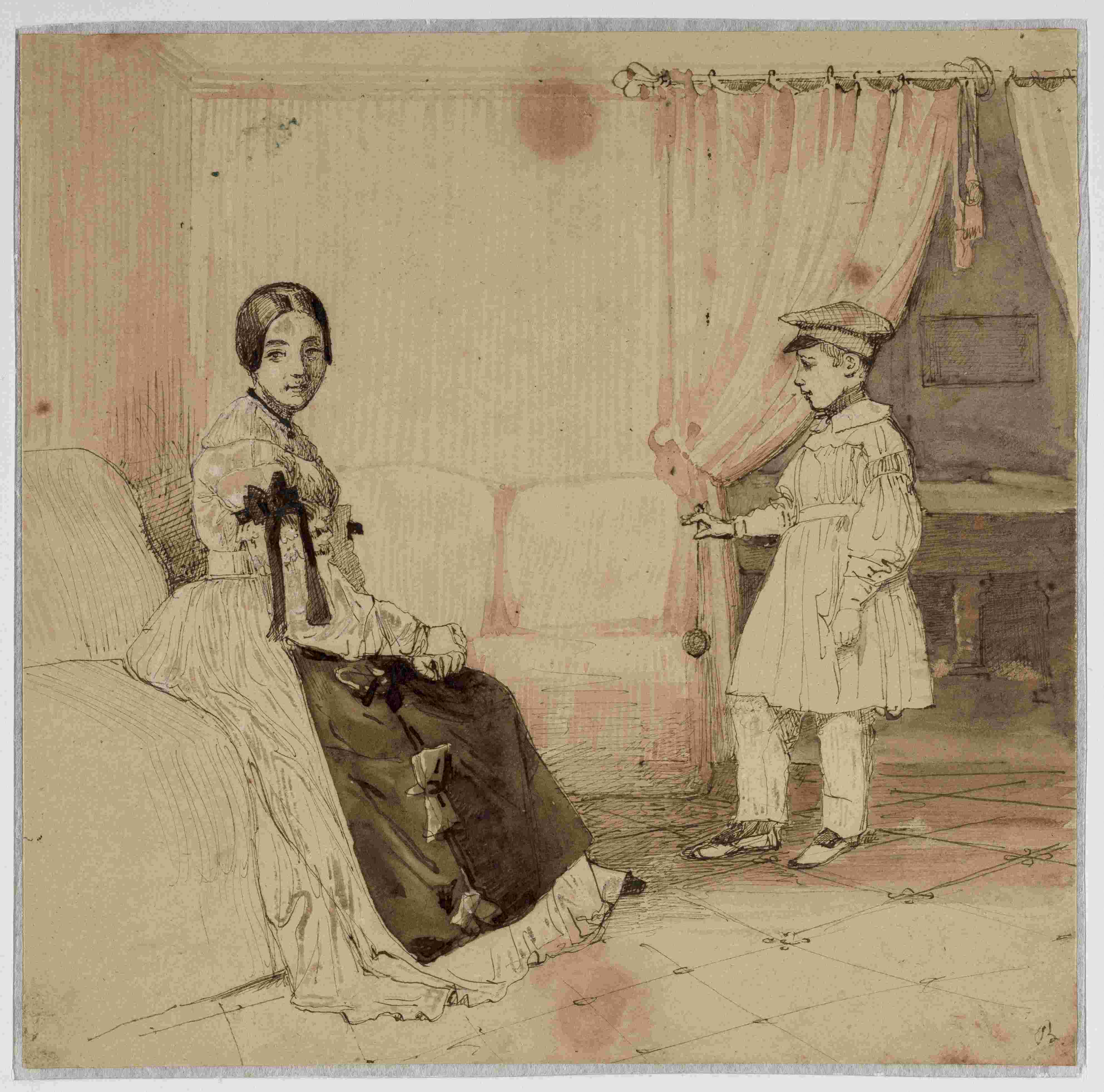
Bonhommé, Abainville - Épouse et fils du maître de forge, 1837
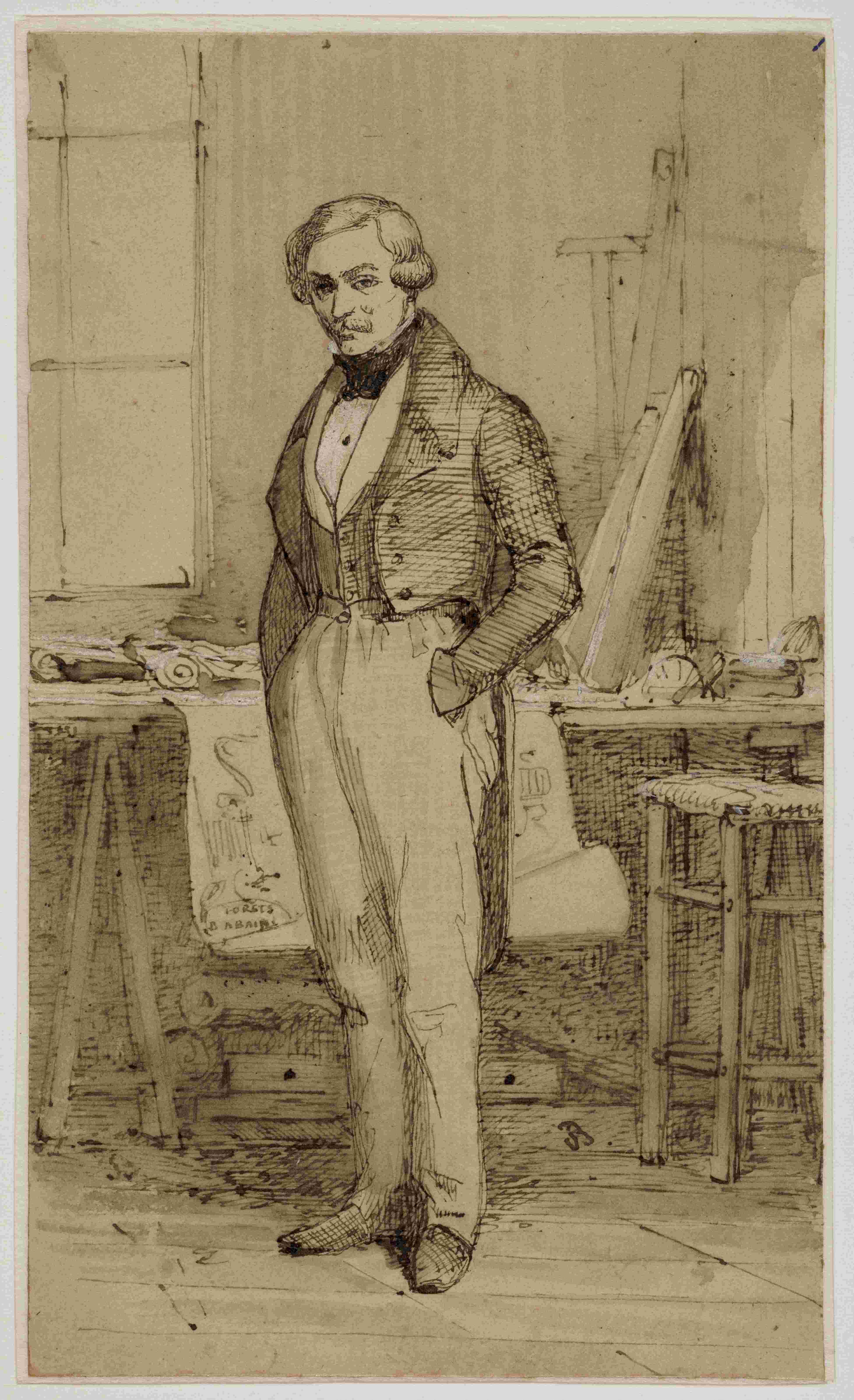
Bonhommé, Abainville- Portrait de l'ingénieur Eugène Flachat, 1837
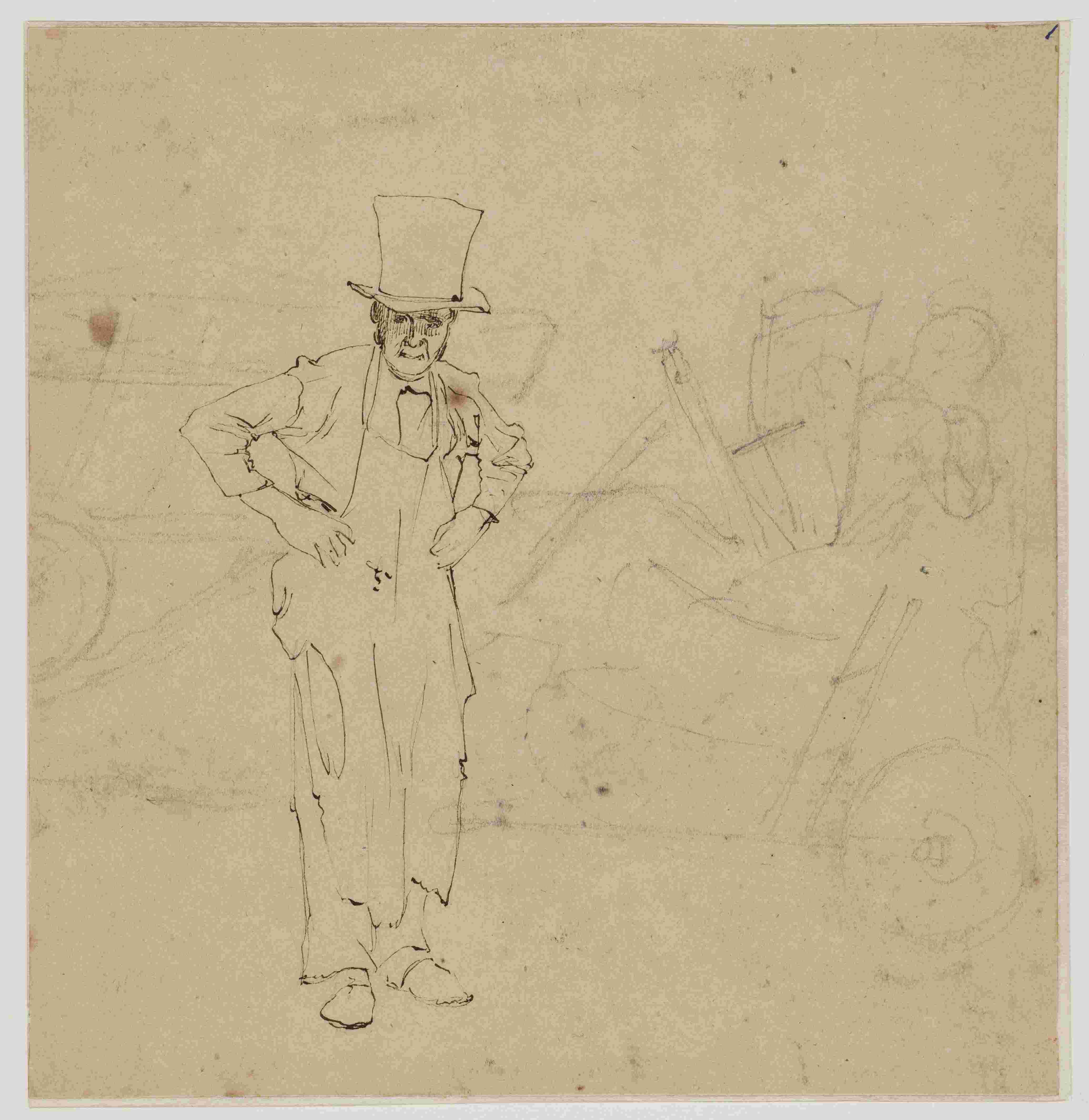
Bonhommé, Abainville - Contremaître, 1837.
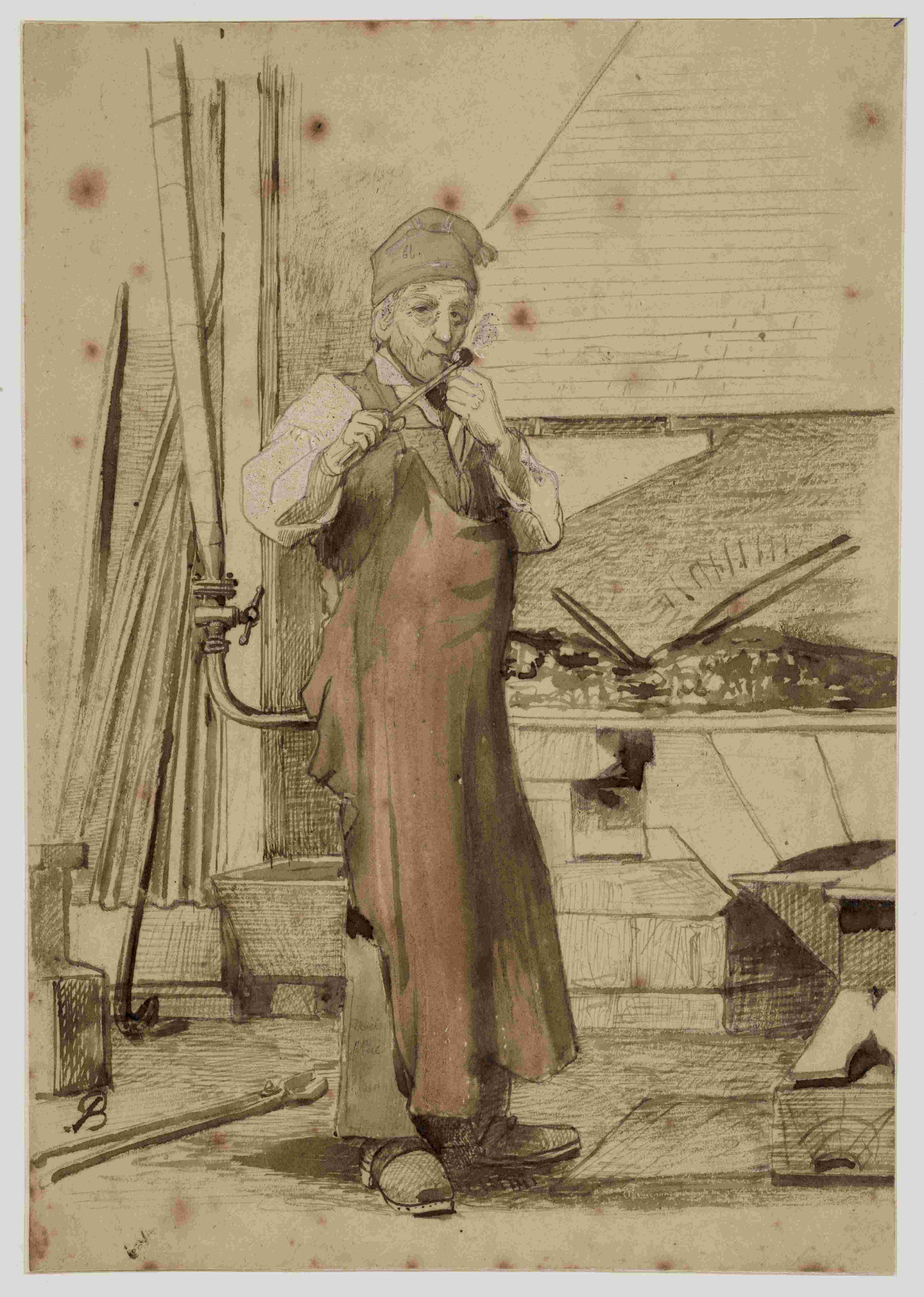
Bonhommé, Abainville - La pause du forgeron,1837.
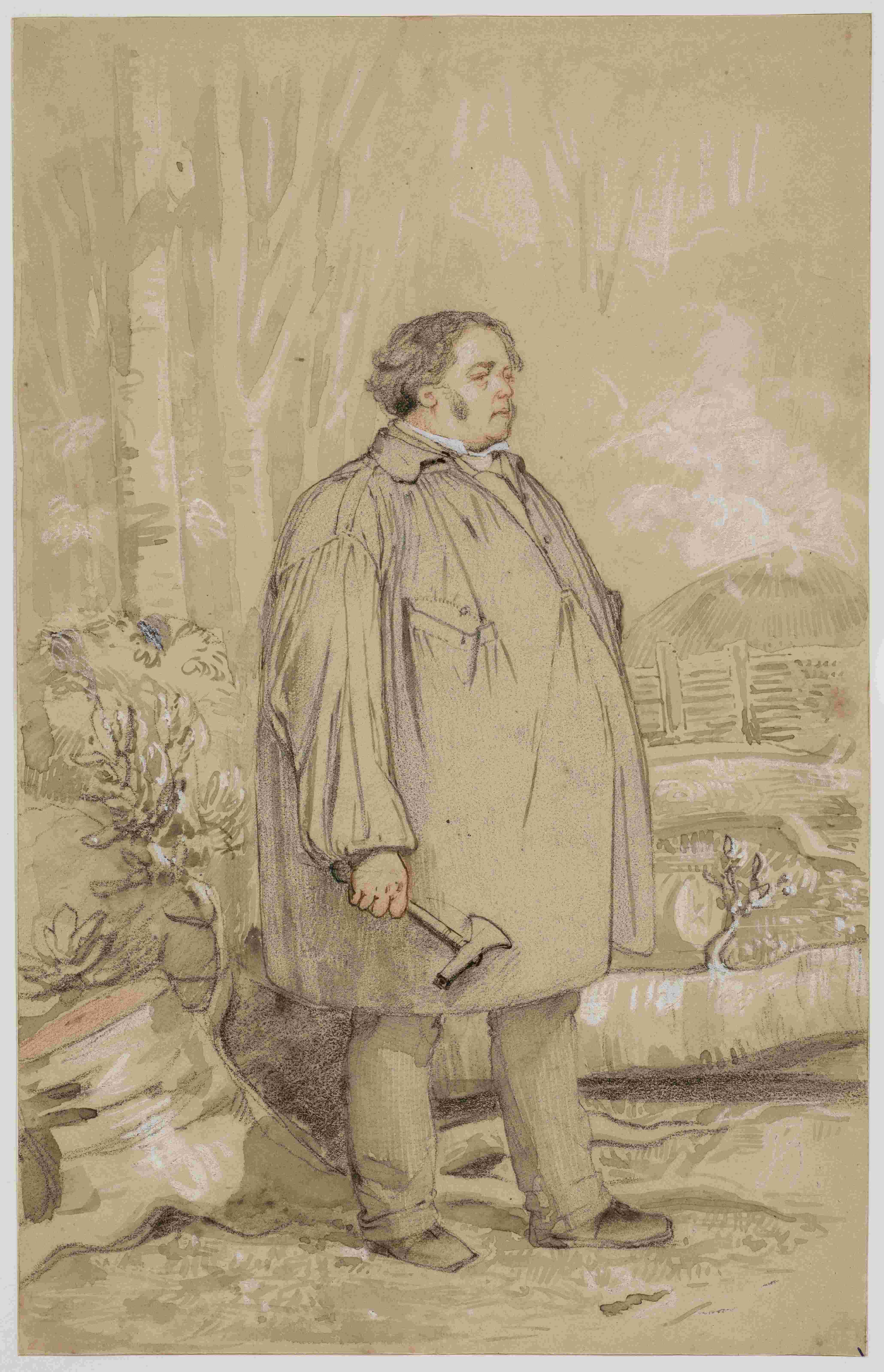
Bonhommé, Abainville - Commis au bois, 1837.
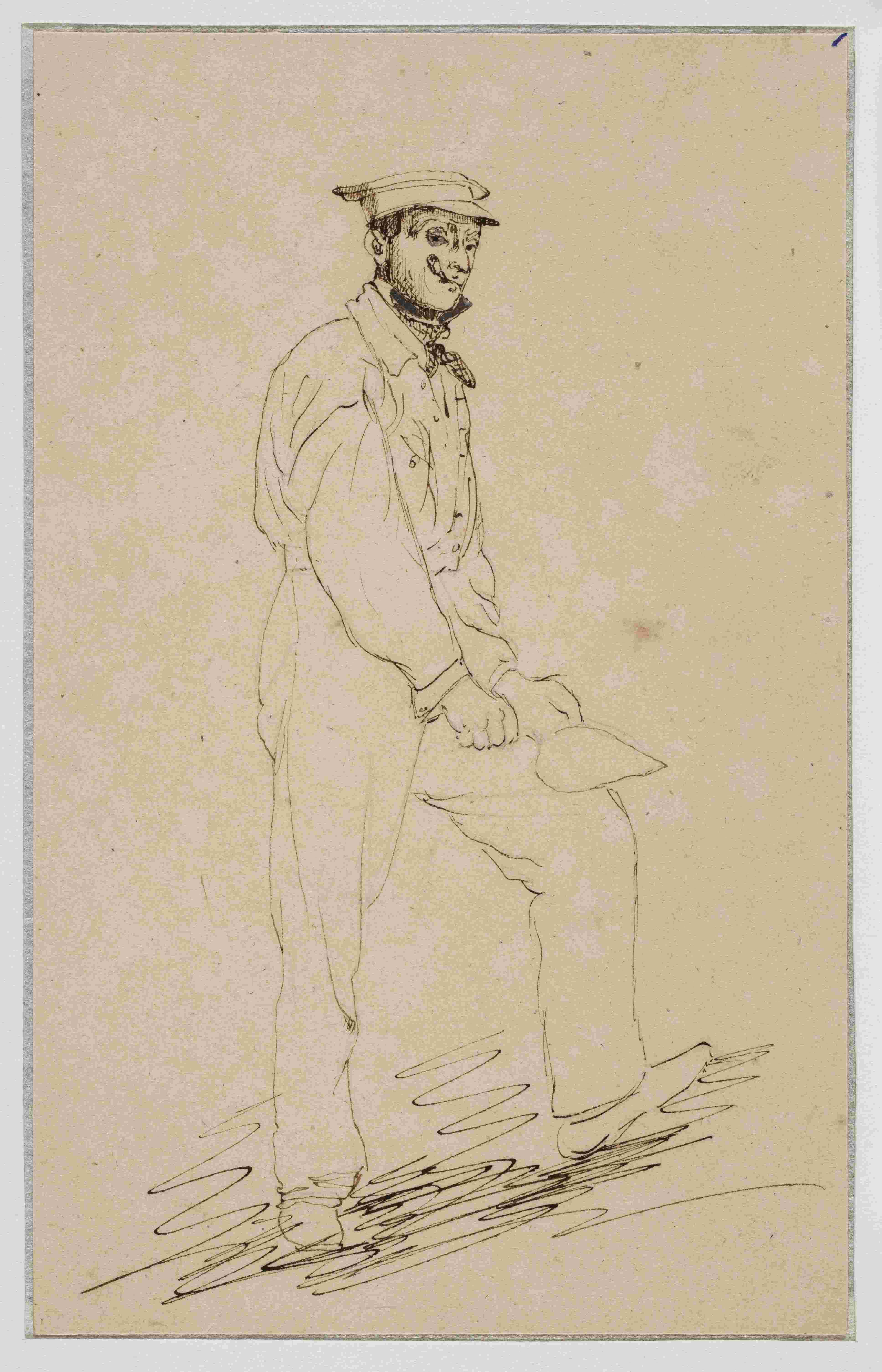
Bonhommé, Abainville - Maçon, 1837.
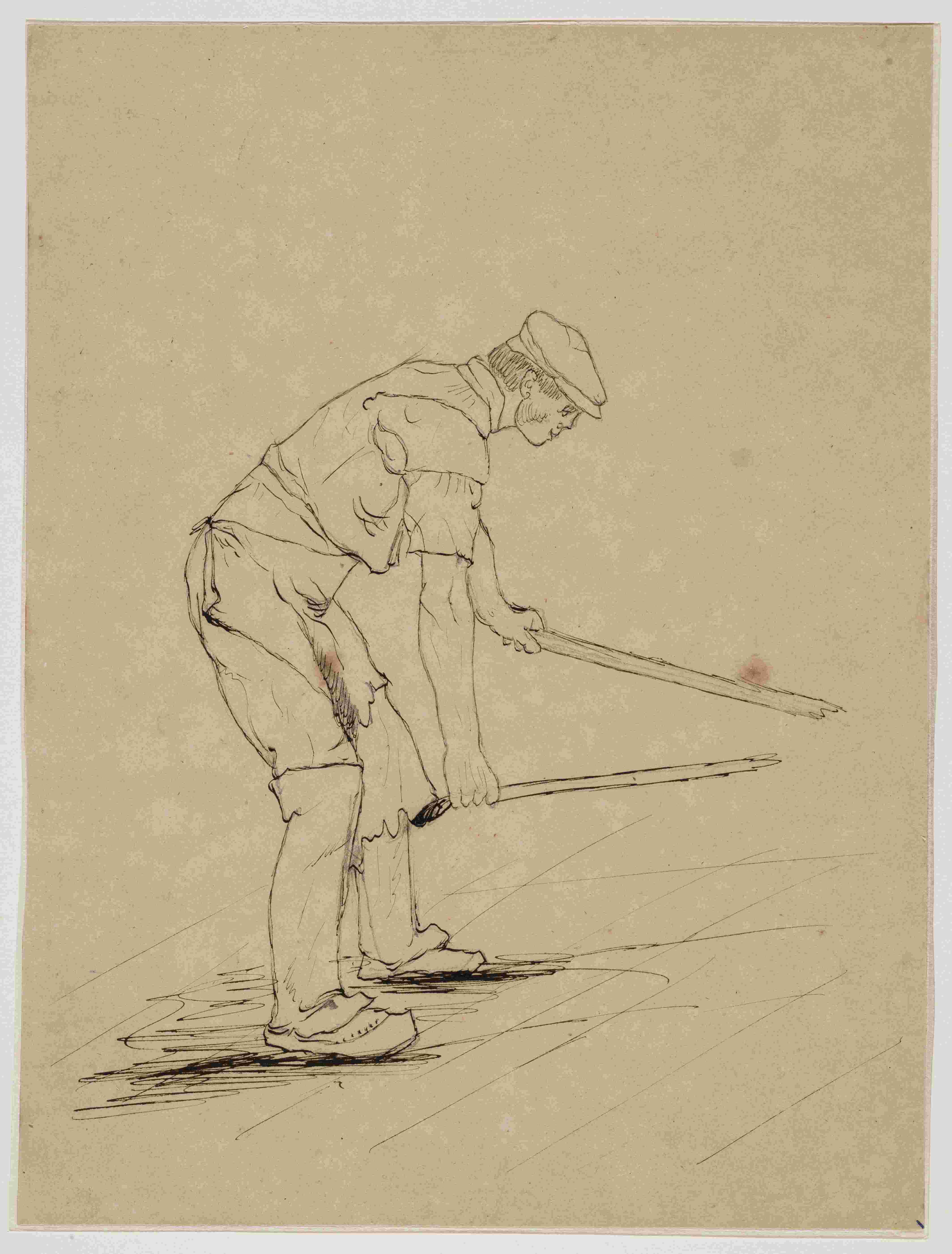
Bonhommé, Abainville - Lamineur, 1837.
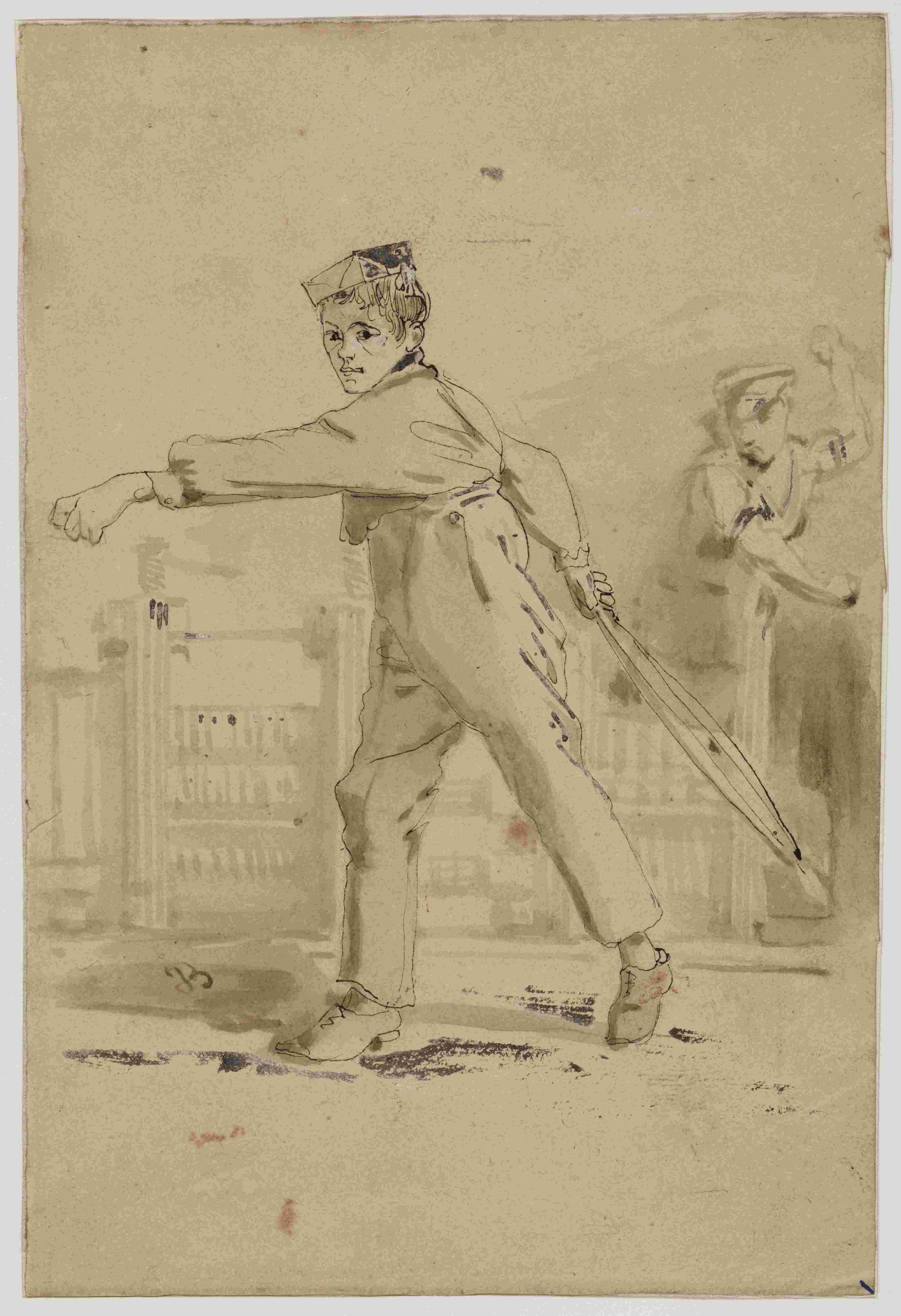
Bonhommé, Abainville - Rattrapeur, 1837.
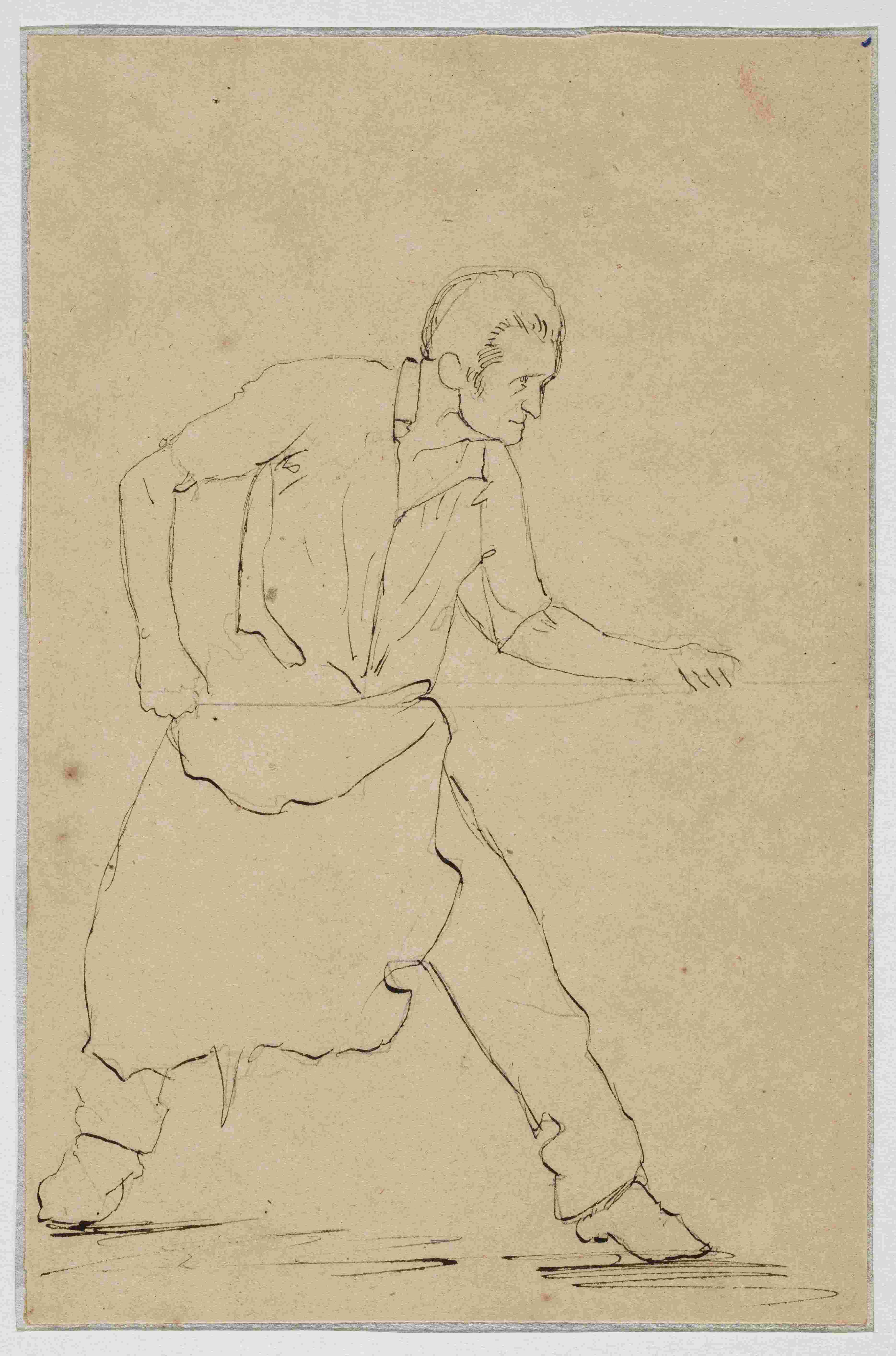
Bonhommé, Abainville - Puddleur, 1837.
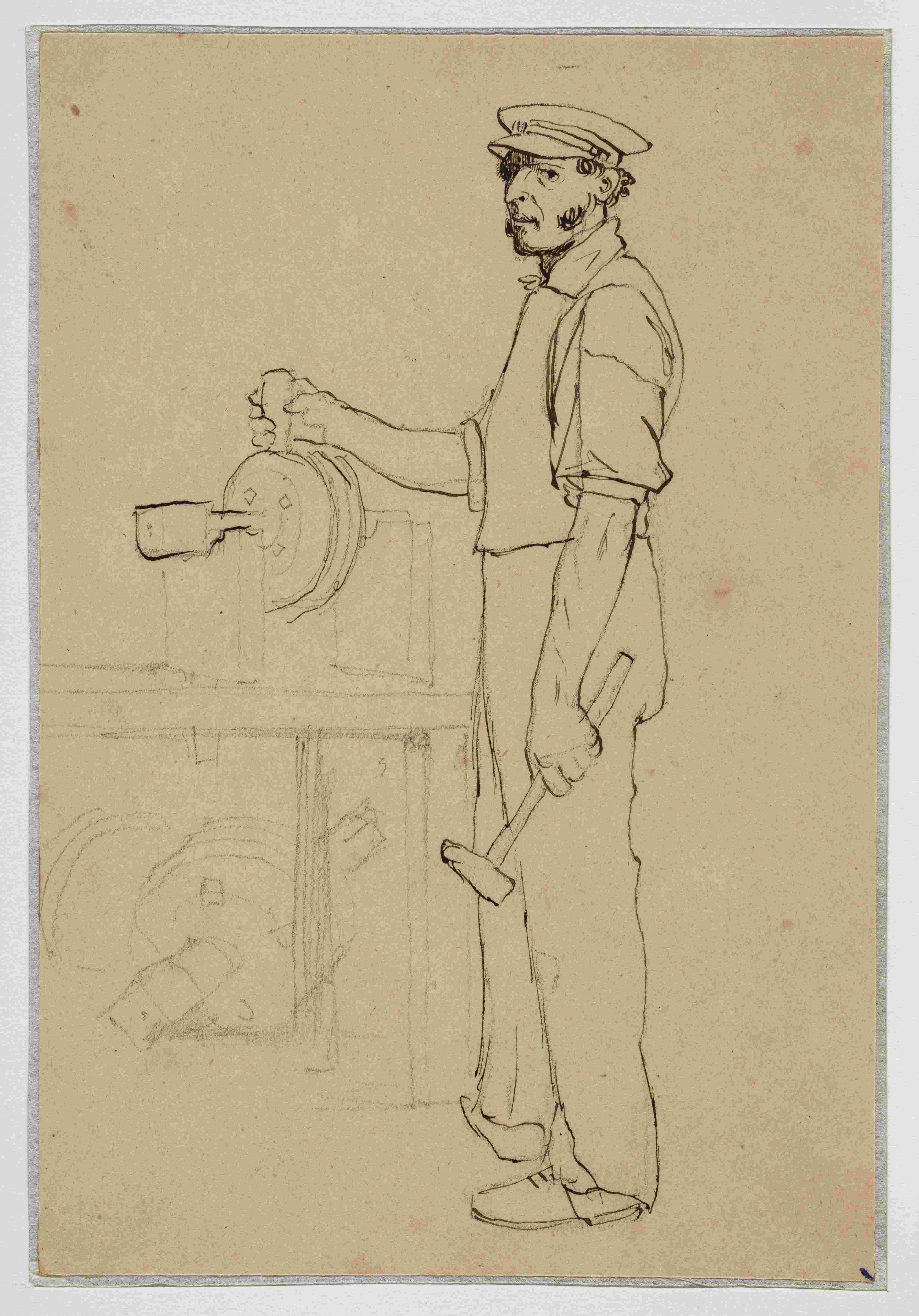
Bonhommé, Abainville - Ajusteur, 1837.
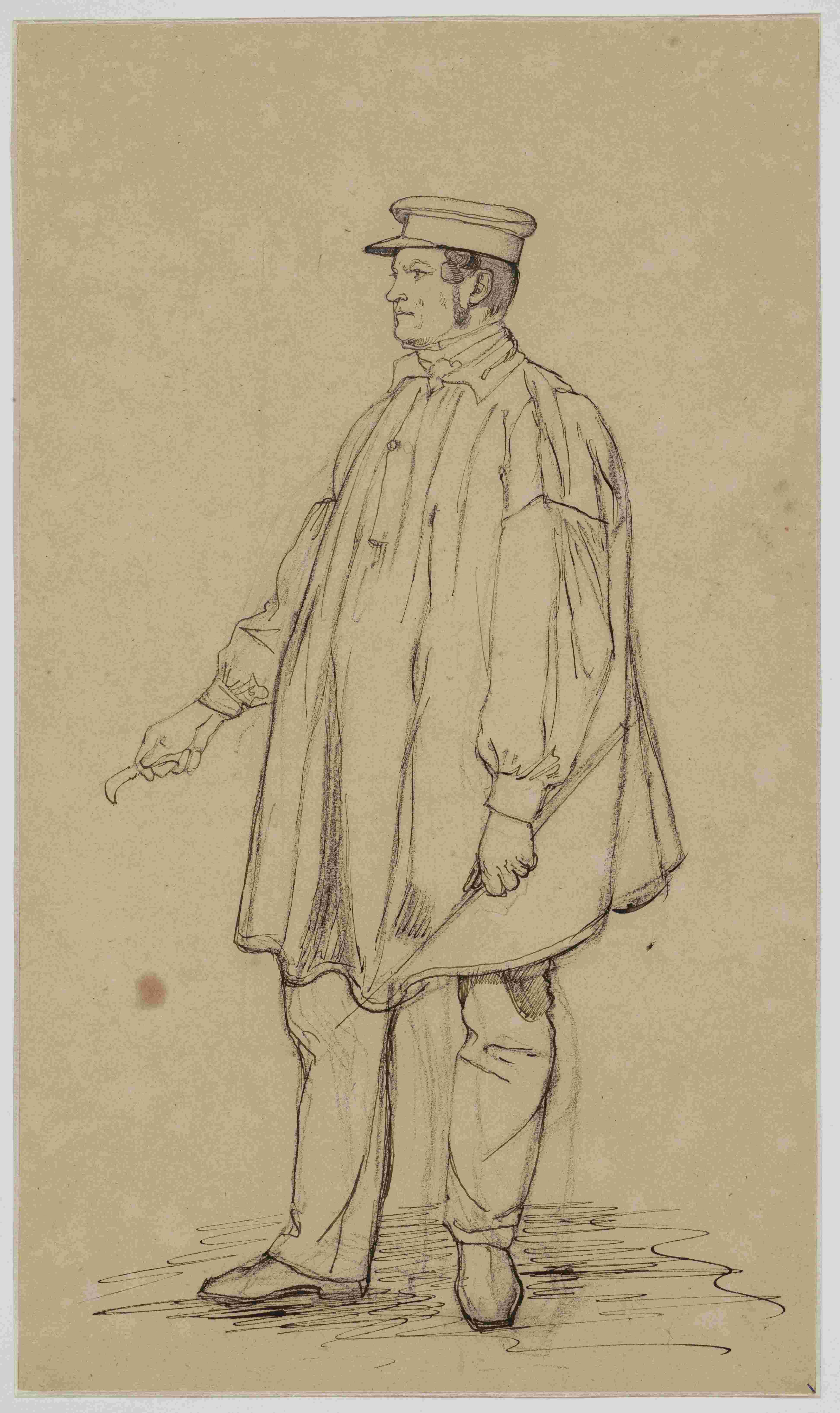
Bonhommé, Abainville - Conducteur de bœufs, 1837.

Avoir à sa portée une telle galerie de personnage permet également à Bonhommé d'ajuster ses compositions en fonction des commanditaires et des lieux où les œuvres seraient présentées. Pour les œuvres qu'il présente aux Salons, il ôte par exemple les commanditaires qui ont imposé leur présence sur leur propre toile comme c'est le cas pour Georges Dufaud à Fourchambault. Lorsqu'il destine son travail à des ouvrages de vulgarisation, son objectif principal est de rendre la scène représentée intelligible ; pour ses paysages, il est d'une précision quasi-topographique, comme il l'est dans sa représentation technique des machines ; tantôt "géologue", tantôt "ingénieur" selon Jacques-Félix Schnerb en 1913 .

Ce travail préliminaire semble concourir de manière plus évidente à la composition de Tôlerie des forges d'Abainville qui montrent machines et hommes fonctionnant de concert. On retrouve ainsi parmi cette masse de dessins préparatoires des croquis qui sont cités directement dans le tableau. Une vue de la nouvelle forge à l'anglaise (qui s'oppose dans les dessins préparatoires à l'ancienne forge) sert ainsi de cadre de représentation à certaines de ces figures d'ouvriers minutieusement reportées sur la toile. 

Dessins préparatoires réutilisés par Bonhommé dans son tableau Tôlerie des forges d'Abainville
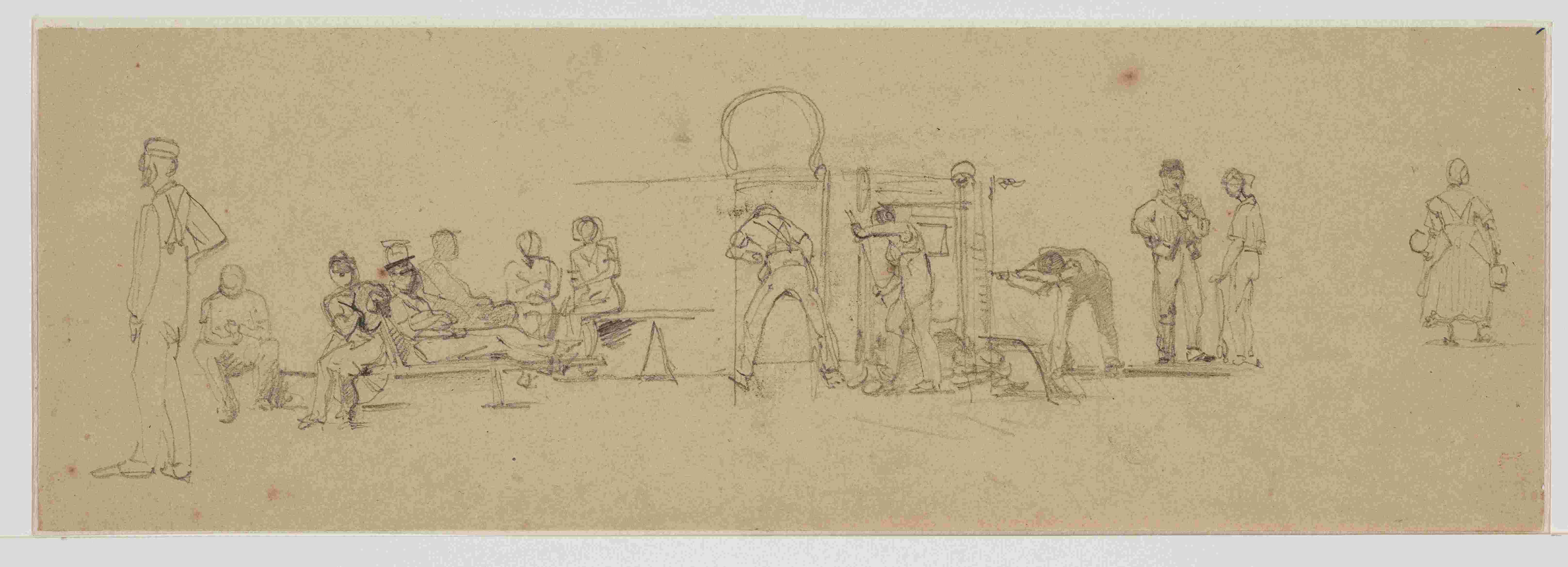
Bonhommé, Abainville - Un groupe d'ouvriers, 1837 :  le groupe d'ouvriers autour des fours à réchauffer en partie centrale est très similaire à celui légèrement sur la gauche du tableau.
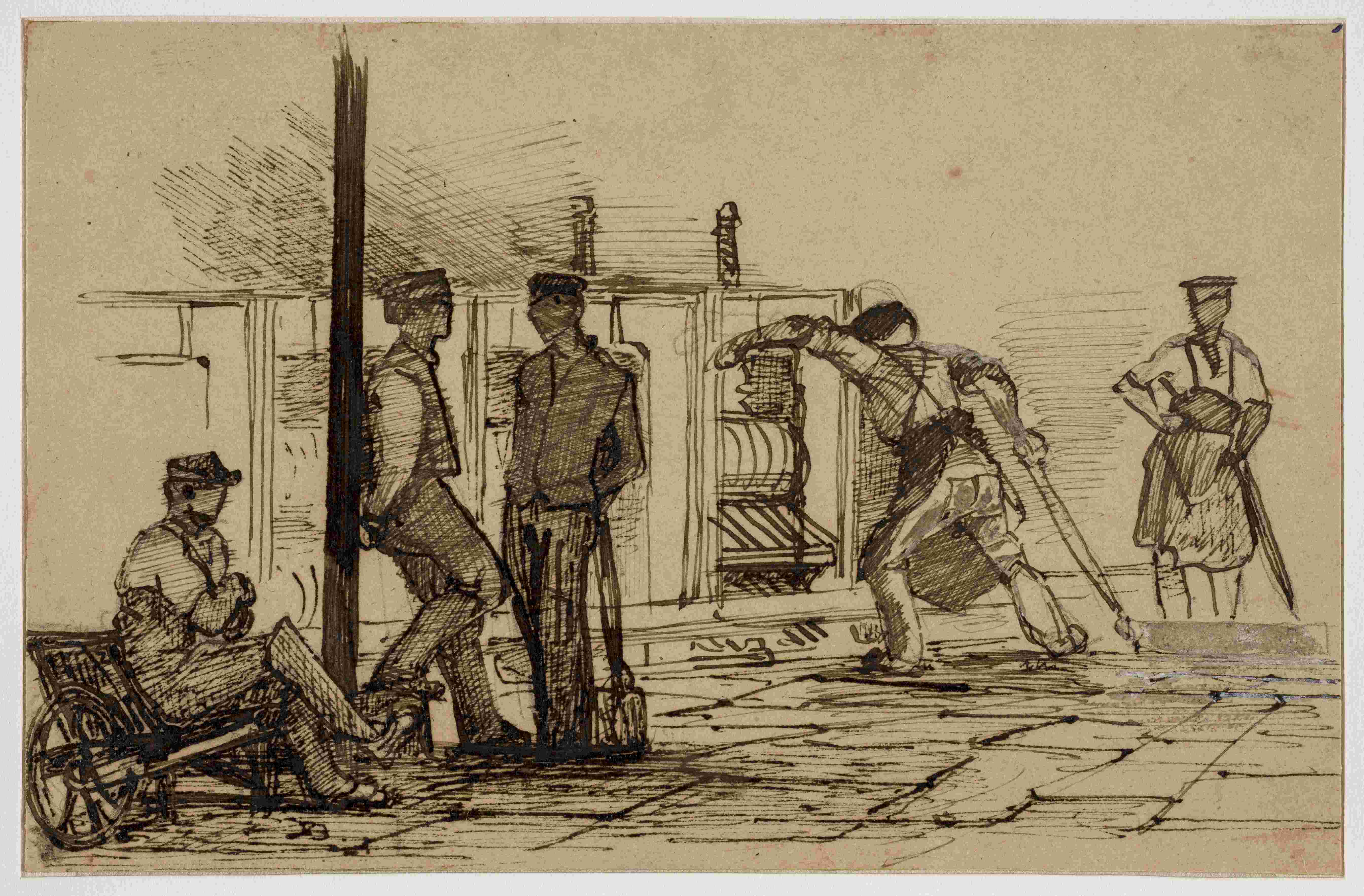
Bonhommé, Abainville - Travail au laminoir, 1837 : des trois personnages au repos , celui assis sur la brouette figure sur le tableau au deuxième plan à gauche.
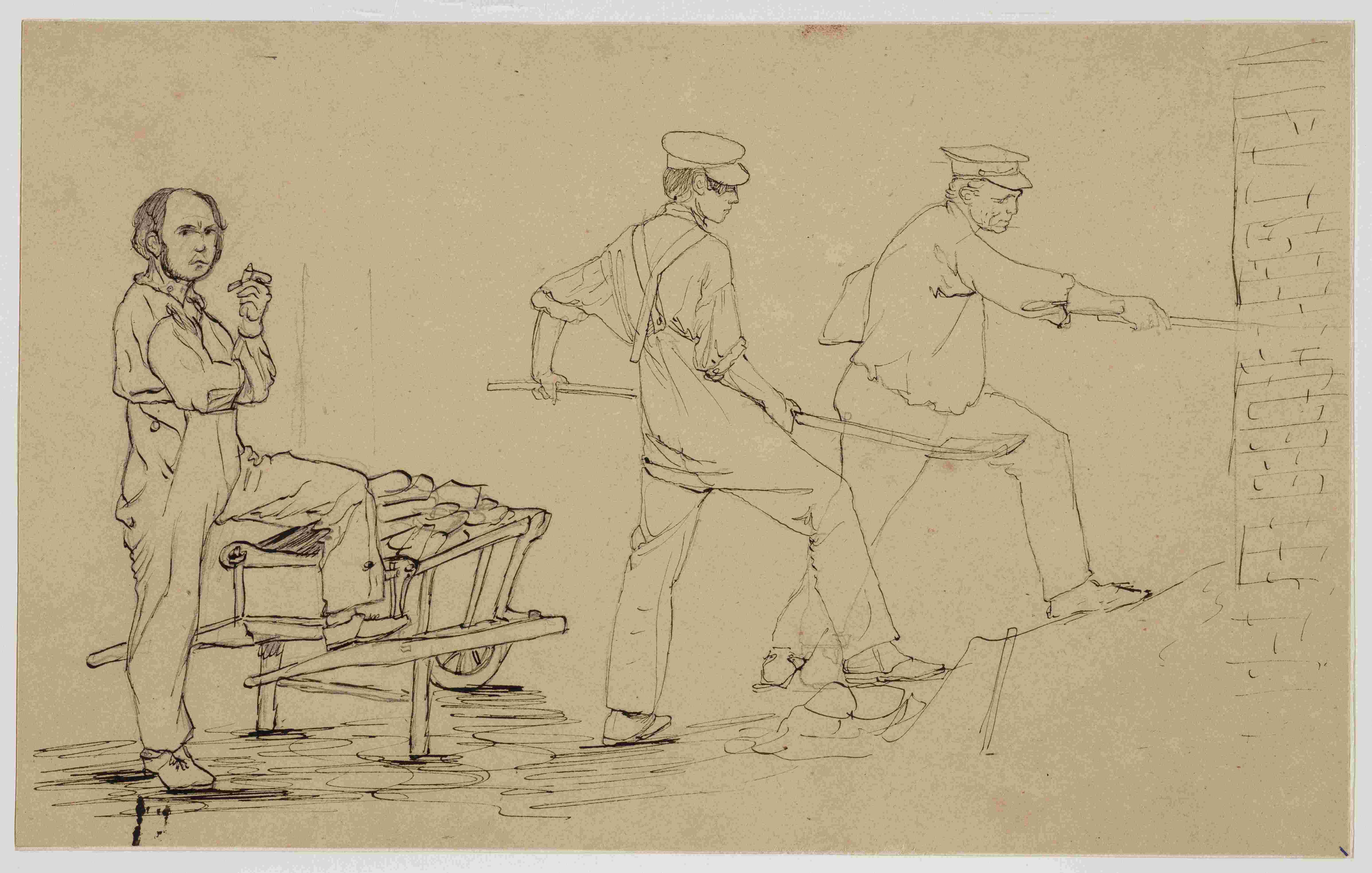
Bonhommé, Abainville - Décrasseurs, 1837 : à gauche, un ouvrier au repos, un pied sur une brouette, que l'on retrouve dans la partie gauche, au premier plan du tableau.
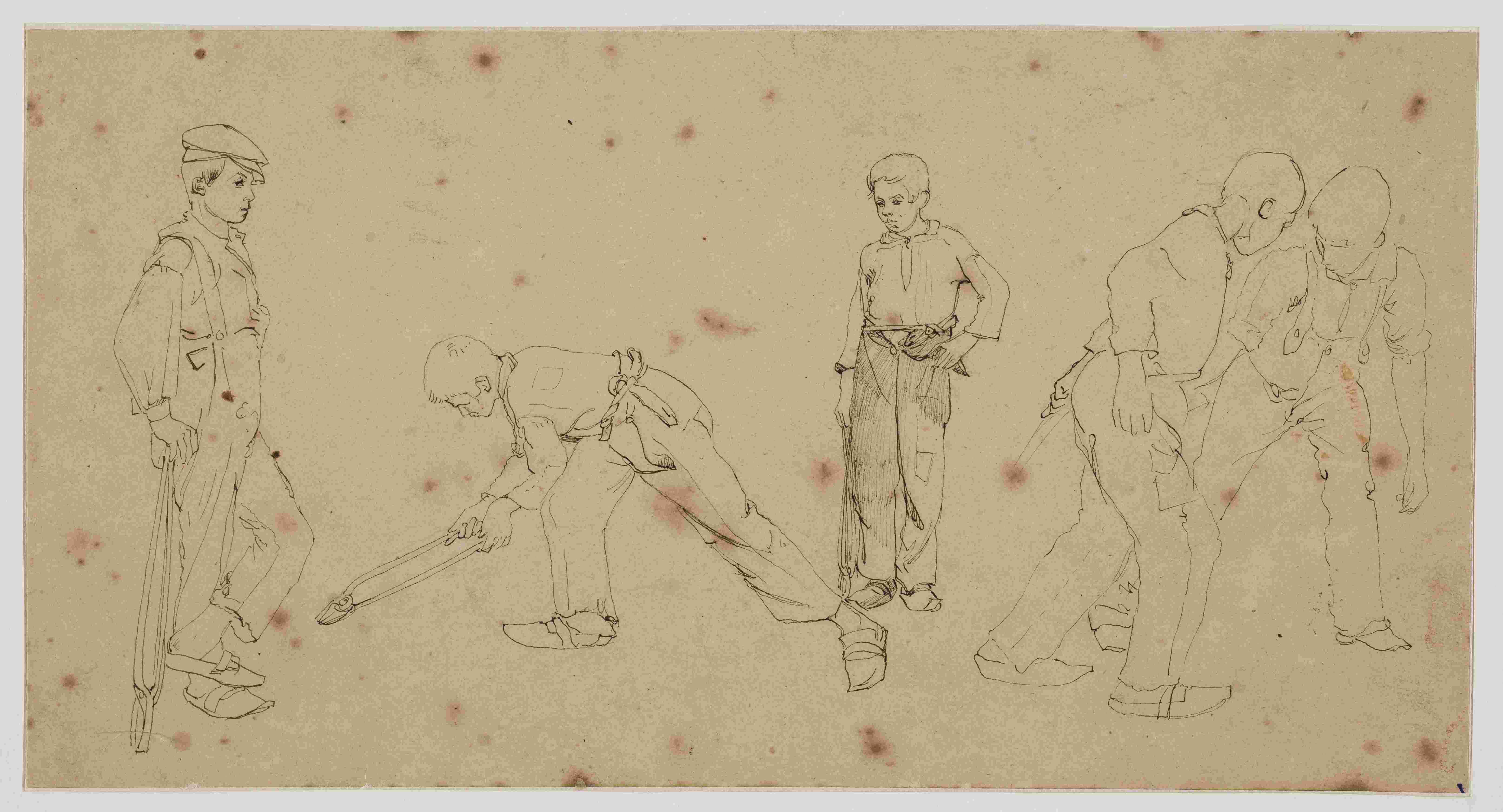
Bonhommé, Abainville - Goujards, 1837 : jeunes aides ouvriers que l'on voit au premier plan de la partie centrale du tableau, pour le premier jeune debout et le groupe le plus à droite apparaît inversé.

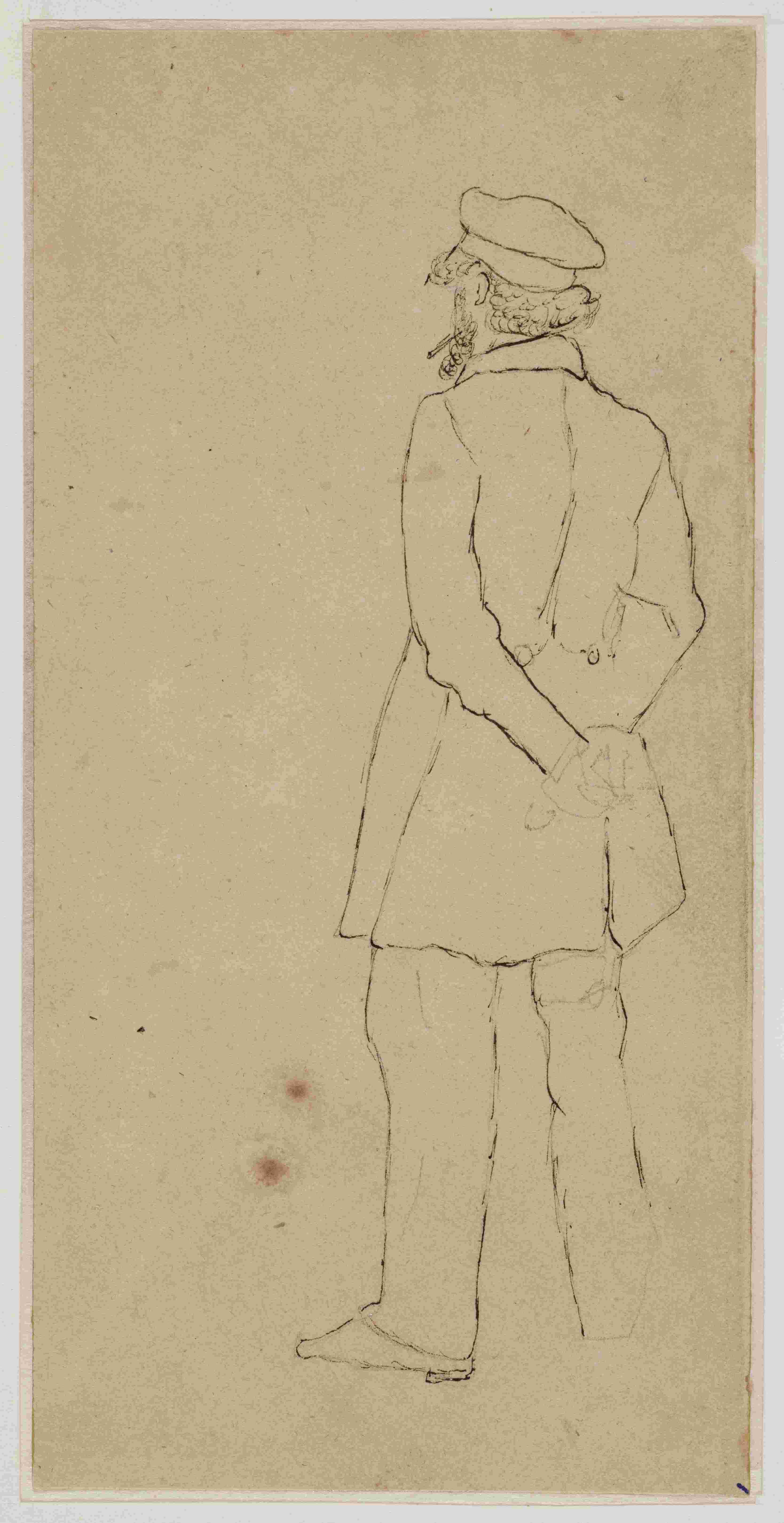
Bonhommé, Abainville - Ingénieur, 1837 : on retrouve ce personnage à l'extrême droite du tableau. Il existe également un dessin de ce même individu représenté de face ; le peintre choisit de le représenter de dos dans l'ombre.
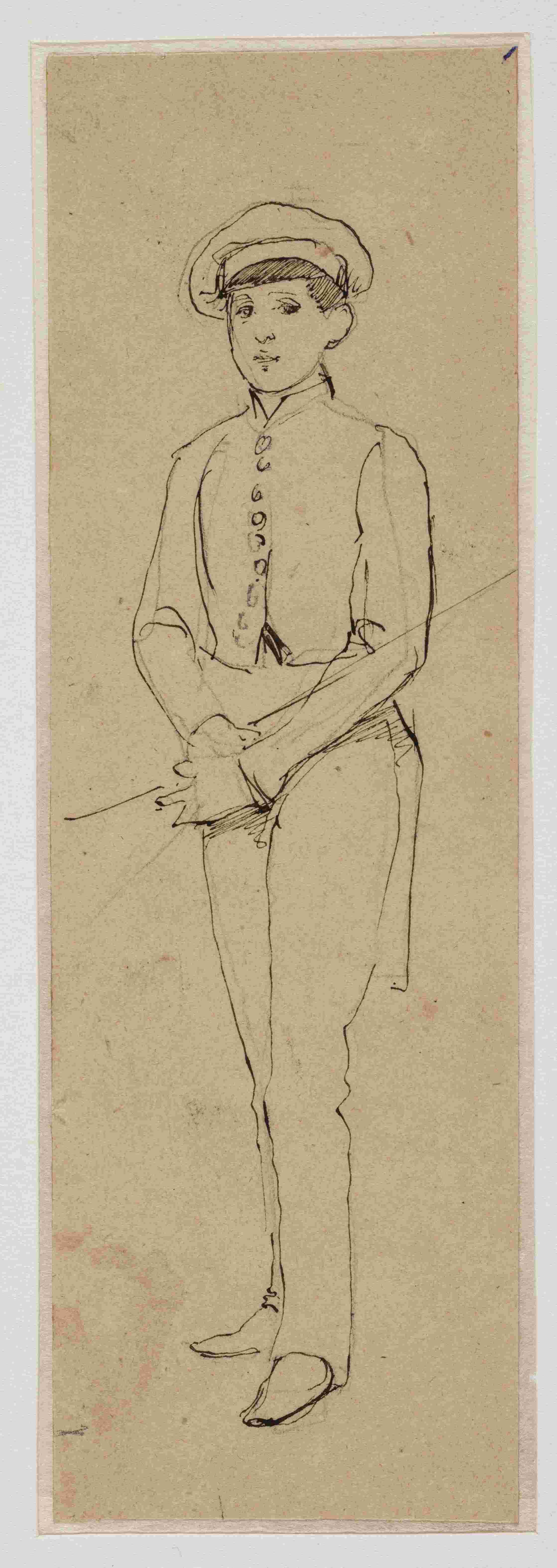
Bonhommé, Abainville - Portrait de jeune homme, 1837 : on observe une grande ressemblance entre son costume et celui d'un personnage à l'extrême droite du tableau.

Ces dessins préparatoires seront également réutilisés plus tardivement pour des illustrations du Magasin pittoresque entre 1848 et 1850, revue éducative qui remportait alors un vif succès: on peut entre autres remarquer le Chargement du fer en barres et Fabrication du petit fer au Martinet qui sont presque des citations directes des dessins préparatoires de Bonhommé. De manière générale, "Bonhommé a réalisé au cours de ses déplacements, une multitude de croquis de personnages, "galerie de portraits" au sein de laquelle il puisa son inspiration pour réaliser ses travaux postérieurs" et il reste aujourd'hui à étudier ces réemplois multiples, dans des contextes variés (beaux-arts, ouvrages didactiques, grands décors).

## Expositions et salons
Du vivant de l'artiste, l'œuvre est présentée au salon de peinture et de sculpture de 1838, puis à l'Exposition Universelle de 1855. Au XXIe siècle, elle a figuré à l'exposition « Les artistes à l'usine », (Musée d'Histoire - citadelle de Belfort, du 19 juin 2009 au 04 octobre 2009) et à l'exposition « L'art et la machine » (Musée des confluences, du 13 octobre 2015 au 24 janvier 2016).

### Le salon de 1838
Bonhommé y expose pour la première fois une œuvre, dans la section "peinture" : c'est la toile alors mentionnée comme Tôlerie des forces d’Abainville [sic.] (n°144) dans la liste des œuvres présentées au salon de 1838. Il y adjoint une note manuscrite qui souligne le sujet de sa toile: « les fours, les machines, la manœuvre des hommes pour laminer la tôle, nombreuses figures ».

### L'Exposition universelle de 1855
Bonhommé précise le titre de son oeuvre à l'occasion de l'exposition universelle de 1855, car il la présente en pendant de son autre toile sur les forges d'Abainville : la Tôlerie des forges d'Abainville devient Vue intérieure des forges d'Abainville (Meuse) : train de laminoir à tôles et fours à réchauffer (n°2588), clarifiant ainsi son sujet et distinguant cette toile de la seconde, peinte en 1839, qu'il intitule à la même occasion Vue intérieure des Forges d'Abainville (Meuse) : train de laminoirs à rails et à fers marchands (n°2589).
Il y remporte une médaille de troisième classe dans la catégorie peinture de genre pour la Tôlerie et l'Usine à fer, mais malgré les éloges, il perçoit également des critiques acerbes, dont celle d'Émile Loudun qui le met au rang des réalistes et compare ces derniers aux "rhyparographes" grecs, ces peintres de la vie quotidienne, de la "boue". Il faut dire que le contexte de 1855, quatre ans à peine après le coup d'État du 2 décembre 1851 par Louis-Napoléon Bonaparte, est peu favorable aux artistes républicains et à l'école réaliste jugée "scandaleuse",.
Eugène Flachat fait l'acquisition de cette toile lors de l'exposition universelle de 1855.

## Un modèle industriel innovant
Les forges d'Abainville, situées sur l'Ornain, à une quarantaine de kilomètres au sud-est de Bar-le-Duc pré-existaient à 1709. Cette forge, comme celle de Fourchambault, également représentée par le peintre, était un modèle industriel de modernisation, cherchant, à travers les figures de propriétaires innovants, à reproduire sur le territoire national le prestigieux modèle "à l'anglaise". Ces forges ont fait l'objet de louanges dans des revues spécialisées, comme le Bulletin de la Société d'Encouragement pour l'industriel national. La particularité de la forge d'Abainville, par rapport à celle de Fourchambault, usine neuve conçue par Georges Dufaud, vient notamment de son ancienneté, et de son passage d'une forge dite "classique" à une forge modernisée.
La forge d'Abainville s'est particulièrement développée au XIXème siècle. En 1817 en effet, elle appartient à Muel le jeune, et un ingénieur des Mines en fait une description, indiquant qu'elle produit 240 000kg de fer forgé.
Un nouveau propriétaire est placé à la tête de la forge en 1819 : le gendre de Christophe Doublat, Edouard Muel-Doublat. Ce dernier va impulser la transition vers un modèle à l'anglaise : faisant une demande d'autorisation le 3 mars 1823 relative à la "substitution dans sa forge d'Abainville, des procédés anglais à ceux existant pour la fabrication des fers". Le fonctionnement anglais favorisait en effet l'utilisation du bois pour les haut-fourneaux, au lieu du charbon de bois. A cette fin, Muel-Doublat entend entreprendre des suppressions de feu d'affinerie ainsi que du matériel considéré comme obsolète, et la construction de fours à réverbère, de fours de chaufferie, particulièrement propices à l'utilisation du bois, et finalement, d'une machine à étirer, afin de tirer le fer en barres correspondant aux différents formats existant et demandés dans la sphère commerciale de l'époque. C'est le cabinet d'ingénieurs d'Eugène Flachat, fondé en 1833, qui se charge des travaux de modernisation d'Abainville.

En 1825, Muel-Doublat modifie sa demande, revoyant l'organisation de sa forge, ainsi que son choix de combustible:
"[...] l'expérience me prouve qu'il faut au moins trois fours à affiner la fonte pour un four à réchauffer. Ce serait donc six fours à puddler et deux fours à réchauffer qui seraient l'objet de ma demande. Je ne consommerai que de la houille, sans mélange de bois, ni charbon de bois, l'expérience m'ayant démontré que ce combustible ne pouvait s'employer à cet usage". 
Une Ordonnance du Roi du 21 juin 1826 lui est accordée. Il s'agit de la première tentative, dans la région, de substitution de fours à puddler aux feux d'affineries, ainsi que d'un laminoir aux marteaux d'étirage.

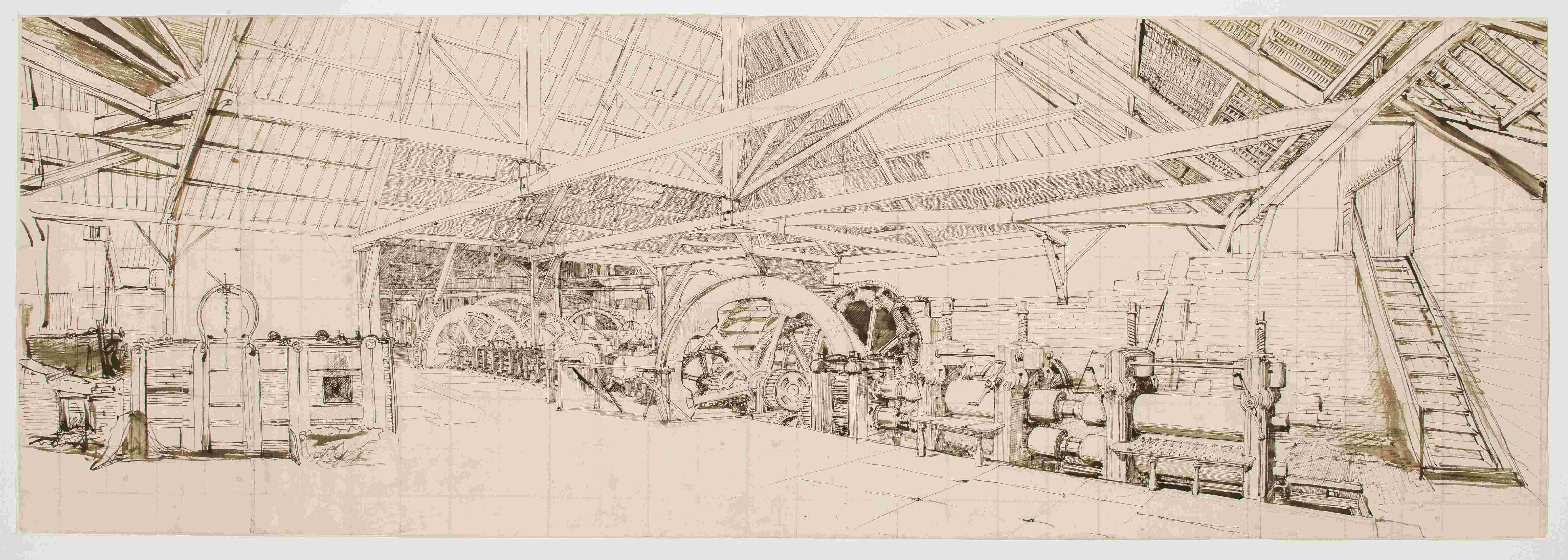
Abainville - Nouvelle forge, tréfilerie et tôlerie, dessin d'Ignace François-Bonhommée, 1837,

Muel-Doublat a essayé, tant bien que mal, de résoudre le problème d'insuffisance des cours d'eau, défaut principal de la forge d'Abainville. Il a ainsi fait installer dans son établissement des machines à vapeur, particulièrement performantes, puisque l'une d'entre elles atteignait les cent chevaux. Ces machines étaient par ailleurs alimentées par les "chaleurs perdues des fours", une réutilisation des ressources particulièrement innovante.

En 1840, une description met en avant le caractère novateur de la forge d'Abainville, ainsi que ses difficultés d'approvisionnement en eau :
"Parmi les forges qui peuvent être placées au premier rang par l'importance et la qualité de leurs produits et qui sont le plus exposées à souffrir du chômage, résultant des variations des cours d'eau moteurs, se trouvent les forges d'Abainville. L'Ornain, sur lesquelles elles sont situées et dont les sources sortent de l'oolithe moyenne, est tellement variable que, pendant près de quatre mois de l'année, la force motrice qu'il fournit à l'usine n'est pas de plus du quart de celle que peuvent absorber les moteurs hydrauliques qu'il fait mouvoir. Le développement considérable de la fabrication de ces usines inspira donc à leur propriétaire, M. Muel-Doublat, la pensée de suppléer à l'insuffisance momentanée de son cours d'eau, par l'emploi d'une machine à vapeur chauffée par les chaleurs perdues des fours à réchauffer le fer. Il n'avait pas d'abord l'espoir que l'on put parvenir, sans emploi d'une chaufferie spéciale, à engendrer toute la vapeur nécessaire à la machine, mais l'expérience conduisit à un résultat qu'on n'avait osé espérer : celui de tirer la chaleur perdue de deux fours à réchauffer, toute la vapeur nécessaire à une machine de cent chevaux". 
Malgré tous les efforts de Muel-Doublat, ainsi que son esprit novateur, le 30 mars 1841, l'usine est mise en vente en trois blocs : Abainville, Dainville et Vacon.

## Œuvre de comparaison:Vue intérieure des forges de Fourchambault(1840)

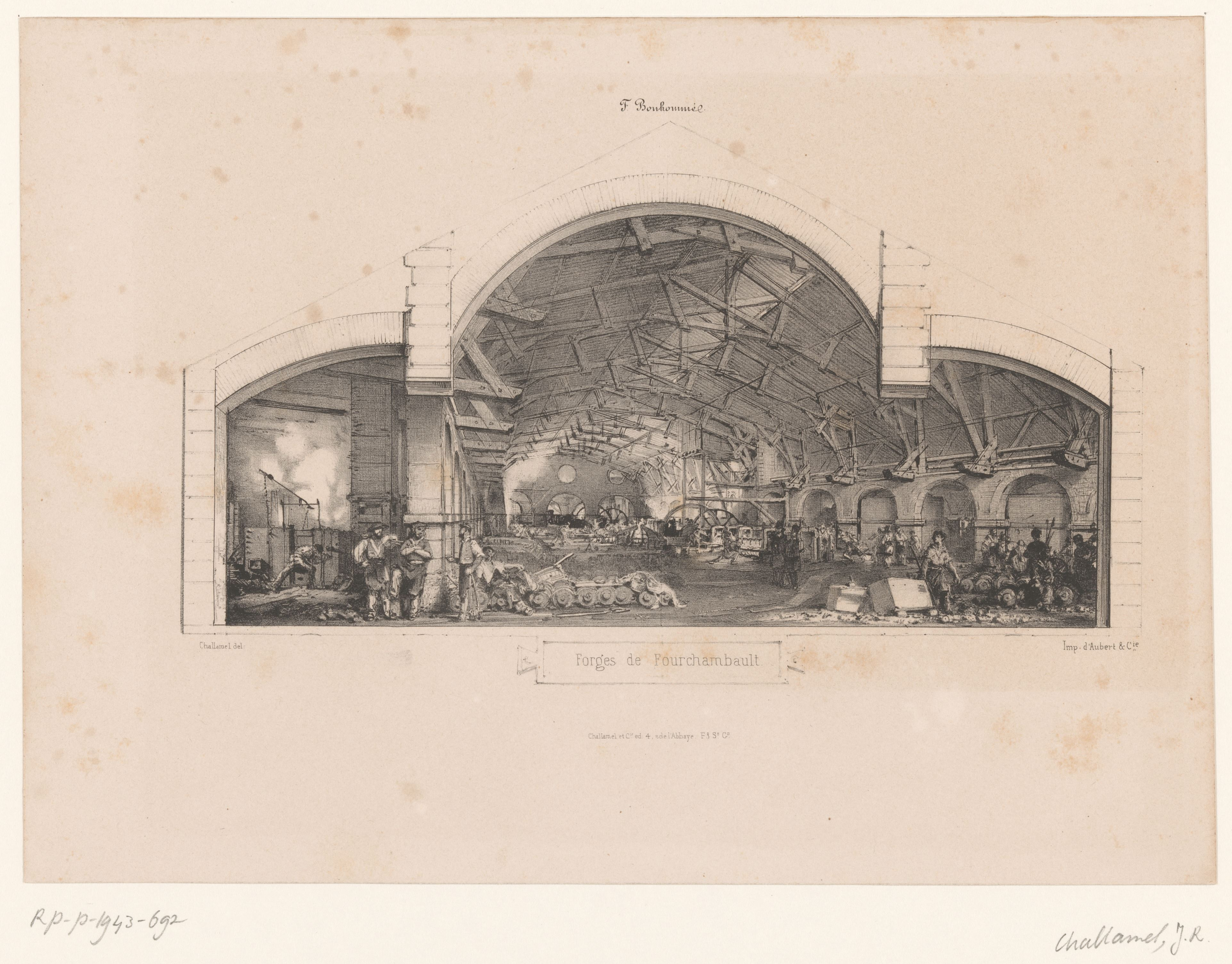
Lithographie représentant les Forges de Fourchambault par Augustin Challamel d'après François Bonhommé, album du Salon de 1840.

Pour mieux mettre en contexte et décrypter Tôlerie des forges d’Abainville, on peut la comparer à une œuvre légèrement plus tardive, une vue cette fois-ci des forges de Fourchambault dans la Nièvre, commandée à Bonhommé sans doute après qu’il a fait la satisfaction du propriétaire d’Abainville, Edouard Muel-Doublat. En effet, on suppose que ce dernier l’aurait recommandé auprès de Georges Dufaud lors de leur rencontre fortuite à l'Exposition des produits de l'industrie française de 1839; à moins que cela ne soit le maître de Bonhommé aux Beaux-Arts, Delaroche, qui l’orienta. Bien que ce dernier ne soit pas exactement le commanditaire (Louis Boigues, directeur de la forge, le lui offre), il a plus que son mot à dire sur le choix et le travail du peintre. Comme pour les forges d’Abainville, on connait plusieurs versions de l’œuvre dédiée à Fourchambault : une aujourd’hui conservée à l’église Saint-Louis de Fourchambault, restée durant plusieurs générations propriété de la famille Dufaud, léguée au XXème siècle à l’église ; l’autre version a de nos jours disparu, on en conserve seulement une lithographie. Il existe également deux autres versions dont ne subsistent que respectivement une photographie et une gravure sur bois.
Comme pour Abainville, le travail préparatoire aux œuvres représentant le site de Fourchambault se fait sur place ; Bonhommé s'y serait même rendu plusieurs fois. Si l’on ne trouve pas autant de dessins préparatoires que pour le site meusien, il en existe tout de même une petite dizaine dans les collections du musée de Jarville reprenant une vue extérieure et une vue intérieure de la forge, ainsi que des figures d’ouvriers très détaillées. Des portraits qu’il réalise à la demande de Georges Dufaud pour représenter sa famille peuvent également avoir servi de matériau préparatoire à la réalisation de la toile.
Outre le sujet de la composition qui les rapproche, les deux toiles ont dans leur histoire bien d’autres points communs. En premier lieu, ces deux mêmes sujets, sont exposés au Salon de 1840 : sous le numéro 119, on retrouve ainsi la version aujourd’hui non localisée de l’intérieur des forges de Fourchambault et sous le numéro 120, la seconde version de la Vue intérieure des forges d’Abainville (Meuse) : train de laminoirs à rail et fer marchands, de 1839, actuellement conservée dans une collection privée.
À l’occasion de l’exposition Fourchambault et Abainville. Deux forges sous le pinceau de Bonhommé (juillet-septembre 2020) au musée de la Faïence et des Beaux-Arts de Nevers, Claudine Cartier compare la version du Salon de 1840 pour Abainville, et le tableau de l’église de Fourchambault. Sa réflexion peut néanmoins s’étendre également à la version Tôlerie des forges d’Abainville, comparée à cette même Vue des Forges de Fourchambault. Ainsi les deux toiles représentent un même sujet : l’intérieur d’une forge à l’anglaise avec ses ouvriers au travail. Le choix du format horizontal allongé permet de mieux mettre en scène à la fois l’architecture industrielle faite de poutres et de longueurs, mais également la notion de travail en chaîne. Ce dernier correspond peu à la réalité et devient une simple astuce pour figurer le procédé de transformation du fer dans son intégralité. Les mêmes tonalités brunes et sombres permettent au peintre de jouer çà et là d’effets de lumière; ils sont néanmoins mis en œuvre différemment. Les toiles représentant Abainville opposent la lumière extérieure, plus claire et zénithale, ainsi que des touches de blanc dans la fumée (version de 1839) et les chemises des ouvriers, à celle des fours rougeoyants ; pour Fourchambault, un halo orangé recouvre toutes les nuances de la composition.
L’autrice identifie alors deux visées très différentes pour les deux œuvres : les représentations d’Abainville auraient une valeur davantage pédagogique, décomposant le travail de production en « scènes jointives », tandis que celles représentant Fourchambault viseraient à mettre en valeur l’architecture innovante de la halle construite par Emile Martin. Elle oppose d’ailleurs en termes cinématographiques et photographiques les deux vues. La représentation meusienne serait ainsi à la fois un « traveling latéral » et un arrêt sur image pris sur des figures en perpétuel mouvement. La vue de Fourchambault correspondrait davantage à une photographie posée, dans laquelle un grand angle permet d’ouvrir la perspective vers les arches en plein-cintres percés d’oculi. La représentation du travail en action est reléguée au second plan, attirant alors l’attention au premier plan sur un groupe d’ouvriers en pause d’un côté, et de l’autre, aux propriétaires, architectes et maîtres de forge en pleine concertation. Si l’on retrouve également ces dernières catégories avec les figures de Edouard Muel-Doublat et d’Eugène Flachat entre autres dans la version de 1839 pour Abainville, dans Tôlerie des forges d’Abainville, seule la classe laborieuse est représentée. Cela offre un véritable panorama didactique dans lequel les figures de pouvoir n’ont pas leur place, et accentue davantage la différence de traitement avec Fourchambault.
Un dernier détail qui finit d’opposer ces représentations de forges à l’anglaise : le format de la toile et le travail du cadre de la Vue des Forges de Fourchambault, qui reprend la forme des arcades en plein cintre et fait partie intégrante de l’œuvre, finit de placer l’architecture comme sujet central et premier de cette toile. Elle est alors une célébration de cette nouvelle usine conçue par Georges Dufaud, qui au contraire d’Abainville, n’est pas une réhabilitation d’une ancienne forge technologiquement obsolète ; elle sert également de préfiguration aux travaux d’agrandissement envisagés (Bonhommé représente une discussion autour d’un plan sur la partie inférieure droite) et s’érige en témoin d’une histoire du bâtiment. Peu d’informations sont connues en revanche sur les cadres originaux des représentations d’Abainville.
À ce titre, l’influence des commanditaires n’est sûrement pas sans effet sur le résultat dans la composition de Bonhommé. Lorsqu’il a plus de liberté, ce qui semble être le cas par rapport à la commande de Muel-Dublat quand il travaille sur Abainville, les convictions personnelles du peintre semble avoir plus de place pour s'exprimer, notamment son esprit saint-simonien. En effet, il présente à la fois l’union de toutes les classes dans la poursuite d’un même objectif, le progrès et l’efficacité de l’industrie, (notamment dans la version de 1839), mais également le pouvoir explicatif et démonstratif de l’art comme support du développement de l’industrie. Rien d’étonnant alors quand on apprend que c’est le frère d’un saint-simonien convaincu, Eugène Flachat frère de Stéphane Flachat, qui deviendra finalement propriétaire en cours de commande et qui se fera représenter dans la version de 1839. Plusieurs archives personnelles de Georges Dufaud exploitées par différents chercheurs,, montrent au contraire l’investissement appuyé de ce dernier dans l’élaboration des tableaux. Bien qu'ils semblent entretenir des relations plus qu'amicales, Bonhommé doit lui rendre des comptes  pour mieux lui plaire.

## Influence et postérité du tableau
Tôlerie des forges d’Abainville s’inscrit dans la tradition du « paysage industriel » qui a émergé en Angleterre au cours du XIXe siècle dont on peut citer l’exemple de Philippe-Jacques de Loutherbourg, Coalbrookdale de nuit, daté de 1801. Les propriétaires d’usines commandaient des tableaux dont l’objectif principal était de montrer la modernité des machines et la productivité tandis que les travailleurs étaient relégués au second plan. Le tableau de Bonhommé est pionnier car il montre la vie quotidienne de l’usine et surtout des ouvriers qui sont individualisés. La perspective choisie est également inédite, le « travelling latéral » permet de visualiser les différentes étapes de fabrication et met les ouvriers sur un plan d'égalité alors que les artistes avaient plutôt tendance à mettre en valeur le propriétaire ou l'ingénieur en train de visiter l'usine. Le choix d’un grand format pour un sujet industriel et populaire montre que le peintre souhaitait rivaliser avec la peinture d’histoire.
Dans les années 1840, les œuvres de Bonhommé sont diffusées sous forme de lithographies. Il devient un peintre réputé pour ses sujets industriels et une source d’inspiration pour les artistes. C’est notamment le cas d’Adolph von Menzel, un artiste peintre, illustrateur et graveur prussien qui a certainement observé Tôlerie des forges d’Abainville lors de l’Exposition universelle de 1855 à Paris,. Entre 1872 et 1875, ce dernier a peint La Forge, un tableau commandé par le banquier Adolph von Liebermann,. Tout comme Bonhommé, Menzel s’est documenté en réalisant des croquis sur le site de l'usine de l'Oberschlesische Königshütte, située en Haute Silésie,. De nombreuses similitudes peuvent être notées entre les deux toiles. Il s’agit de grands formats montrant l’intérieur d’un bâtiment de l’usine et présentant les ouvriers soit au travail soit au repos. Les deux artistes accordent une grande importance à la reproduction minutieuse des machines et notamment au train de laminage qui constitue la source de lumière des deux tableaux. Au premier plan des deux œuvres figure également un personnage admoniteur. Bonhommé fait le choix d’un ouvrier en train de fumer sa pipe et Menzel d’une femme qui s’occupe du ravitaillement des ouvriers. Ainsi, Tôlerie des forges d’Abainville est une œuvre novatrice et déterminante dans la carrière de l'artiste car elle présente une vision nouvelle du travail industriel.